# Ferrovia Paulista S/A
Ferrovia Paulista S/A (Fepasa) foi uma empresa estatal paulista de transporte ferroviário de cargas e de passageiros, sendo constituída mediante a incorporação pela Companhia Paulista de Estradas de Ferro das empresas Companhia Mogiana de Estradas de Ferro, Estrada de Ferro Sorocabana, Estrada de Ferro Araraquara e Estrada de Ferro São Paulo e Minas. Permaneceu em atividade de outubro de 1971 até maio de 1998, quando foi extinta e incorporada à Rede Ferroviária Federal.

## Origem

### Antecedentes
Apesar da grande contribuição das ferrovias paulistas ao desenvolvimento do estado de São Paulo até meados do século passado, a partir de 1945 elas entraram num processo de estagnação e obsoletismo pela falta de adequação técnica, operacional e física.
Como forma de reverter essa situação, o governador Carvalho Pinto optou pela criação de uma empresa única, ideia que começou a tomar forma em 1961 quando o Instituto de Engenharia de São Paulo, por sua própria iniciativa, sugeriu a formação da Rede Ferroviária Paulista (RFP), sendo apresentada em 1962 com uma mensagem encaminhada à Assembleia Legislativa, propondo a unificação das ferrovias paulistas por medida de ordem econômica, pois havia cinco ferrovias diferentes e estatais no estado. Houve rejeição desta proposta, sendo reencaminhada em 1966 e novamente rejeitada pela Assembleia Legislativa.
Em 29 de maio de 1967, com os decretos 48 028 e 48 029, o governador Abreu Sodré deu o primeiro passo ao transferir para a Companhia Paulista de Estradas de Ferro a administração da Estrada de Ferro Araraquara, e para a Companhia Mogiana de Estradas de Ferro a administração da Estrada de Ferro São Paulo e Minas.
Em seguida, a exemplo do que já ocorria com a Paulista e com a Mogiana, o governador através do Decreto-Lei de 18 de setembro de 1969 transformou as demais ferrovias de sua propriedade em sociedades anônimas.

### Formação
A consolidação da unificação das ferrovias vai ocorrer no governo de Laudo Natel, quando este através do Decreto nº 10 410, de 28 de outubro de 1971 sancionou a criação da nova empresa, oficializando a Fepasa - Ferrovia Paulista S/A.
Ao invés de ocorrer uma fusão entre todas as companhias, como preceituava a letra da lei, foi decidido em Assembleia Geral Extraordinária convocada para o dia 10 de novembro de 1971, alterar previamente a denominação social da "Companhia Paulista de Estradas de Ferro" para "Fepasa - Ferrovia Paulista S/A", seguido de incorporação à Fepasa do acervo total da Companhia Mogiana de Estradas de Ferro, da Estrada de Ferro Araraquara, da Estrada de Ferro Sorocabana e da Estrada de Ferro São Paulo e Minas, onde logo em seguida as quatro companhias foram declaradas extintas.
A unificação teve por objetivo possibilitar a centralização dos estudos de programa de investimentos e coordenação dos serviços ferroviários, a centralização das importações, da contabilidade e do orçamento; a uniformidade do serviço e do material, bem como o remanejamento do material existente e melhor aproveitamento do pessoal.
| Empresas ferroviárias em 1971 | Fundação | Extensão (km) | Passageiros Longo Percurso (x 1 000) | Passageiros Subúrbios (x 1 000) | Cargas (x 1 000 de TKU) | Locomotivas (de todos os tipos) | Vagões de carga | Carros (inclusive TUE's e automotrizes) |
| ----------------------------- | -------- | ------------- | ------------------------------------ | ------------------------------- | ----------------------- | ------------------------------- | --------------- | --------------------------------------- |
| Paulista                      | 1868     | 1 270         | 8 038                                | -                               | 656,7                   | 169                             | 4 956           | 328                                     |
| Mogiana                       | 1872     | 1 445         | 1 477                                | -                               | 579,6                   | 92                              | 5 350*          | 255                                     |
| Sorocabana                    | 1875     | 2 017         | 5 466                                | 27 822                          | 1 914,2                 | 233                             | 8 590           | 639                                     |
| Araraquara                    | 1895     | 439,6         | 1 447                                | -                               | 87,7                    | 20                              | 614             | 107                                     |
| São Paulo e Minas             | 1890     | 134           | 101                                  | -                               | 30                      | 18                              | 189             | 29                                      |
| Total                         | -        | 5 305,6       | 16 529                               | 27 822                          | 3 273,6                 | 532                             | 19 699          | 1 358                                   |

- Incluindo vagões de outras empresas alugados para a Companhia Mogiana de Estradas de Ferro

## Expansão

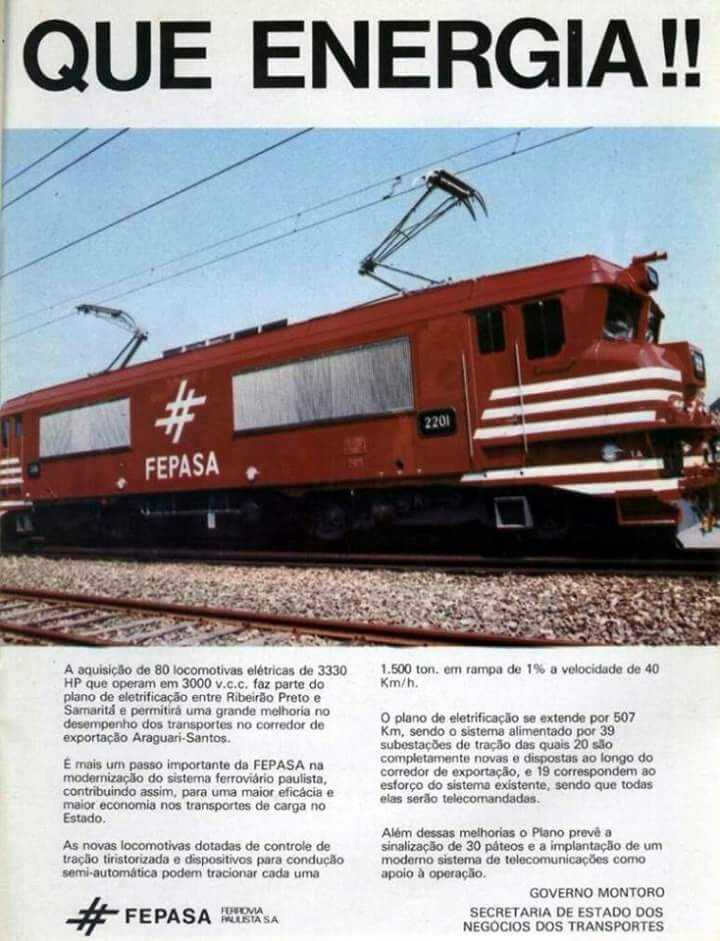
Publicidade sobre investimentos no Corredor de Exportação Araguari-Santos (1986).

As décadas de 1970 e 1980 foram períodos de grandes investimentos na ferrovia, quando, com o apoio de entidades como o Banco Mundial, o Banco Nacional de Desenvolvimento Econômico e Social – BNDES, entidades de fomento de exportações e bancos de crédito internacionais, desenvolveram-se programas de melhoria e expansão da malha.
A Fepasa, visando acompanhar o desenvolvimento do Estado, adotou como metodologia o planejamento operacional por rotas, mais adequada às exigências da demanda, permitindo-se assim o aprimoramento da gestão do material rodante bem como a celebração de contratos de risco com grandes clientes, envolvendo garantias de carga por parte destes e de volume e prazo de transporte por parte da ferrovia. Consequentemente muitas estações e paradas foram fechadas, enquanto outras consideradas de alta produção receberam investimentos.
O principal projeto da Fepasa foi o Corredor de Exportação Araguari-Santos, que abrangeu a retificação de traçado na antiga Linha Tronco da Mogiana (dando acesso ao terminal da Refinaria de Paulínia), além da retificação do traçado e adição da bitola mista na antiga linha da Sorocabana, que vai de Campinas a Santos, cruzando a Serra do Mar e dando acesso à margem esquerda do Porto de Santos.
Outro importante projeto foi a retomada das obras da Variante Itirapina-Santa Gertrudes, no início dos anos 70, que encurtou em quase 5 quilômetros a distância entre estas cidades e modernizou parte do traçado da antiga Linha Tronco da Paulista. Esta nova variante foi finalizada em 1976.
Outros projetos da companhia foram a Extensão Juquiá-Cajati, como prolongamento da Linha Santos-Juquiá em 1981 e uma nova ligação com o Tronco Principal Sul da malha da RFFSA, através da construção do Ramal de Apiaí em 1973 e do Ramal de Pinhalzinho em 1976.
Quanto ao material rodante, houve a aquisição de 148 novas locomotivas e de centenas de novos vagões em substituição aos que estavam sucateados. Os investimentos resultaram em expressivo crescimento do transporte ferroviário, que evoluiu de 8 milhões de toneladas/ano em 1976 para 22 milhões de toneladas/ano em 1986, recorde da história da empresa.

## Estrutura operacional

### Sede administrativa

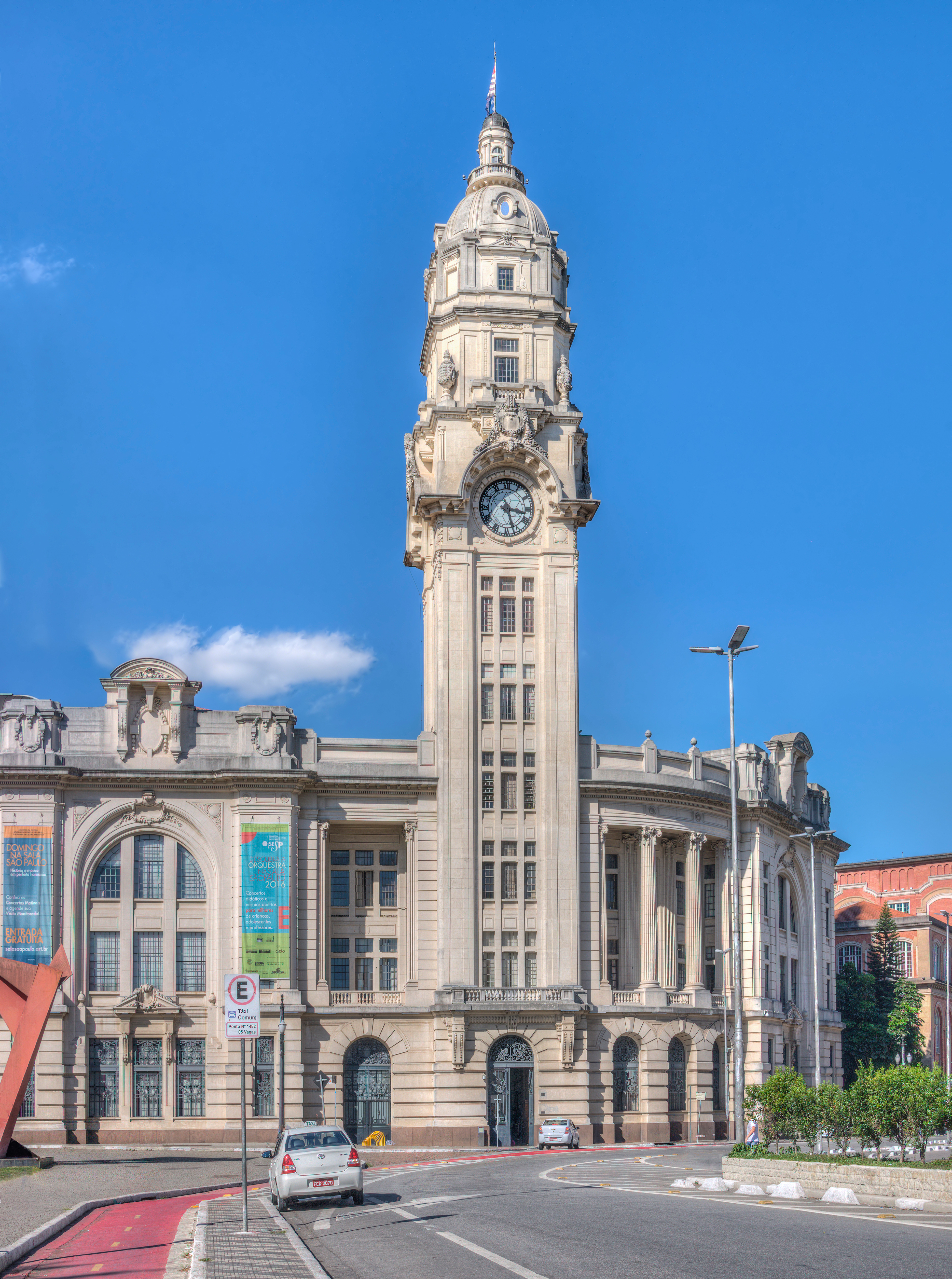
Estação Júlio Prestes, sede da Fepasa.

A Fepasa tinha como sede administrativa a Estação Júlio Prestes da antiga Sorocabana, localizada na Praça Júlio Prestes, 148 - Campos Elísios.

### Diretores-presidentes
- 1.º - Jaul Pires de Castro, de 1971 a 1975[17][18]
- 2.º - Walter Pedro Bodini, de 1975 a 1979[19]
- 3.º - Chafic Jacob, de 1979 a 1983[20]
- 4.º - Cyro Antonio de Laurenza Filho, de 1983 a 1984[21]
- 5.º - Sebastião Hermano Leite Cintra, de 1984 a 1987
- 6.º - Antônio Carlos Rios Corral, de 1987 a 1990
- 7.º - Sérgio Lorena de Mello, de 1990 a 1991
- 8.º - Walter Pedro Bodini, de 1991 a 1994
- 9.º - Oliver Hossepian Salles de Lima, de 1994 a 1995
- 10.º - Renato Casale Pavan, de 1995 a 1997
- 11.º - Silvio Augusto Minciotti, de 1997 a 1998

### Número de funcionários
Em 1970, o número de funcionários das ferrovias formadoras era o seguinte: Sorocabana (17 622), Paulista (11 185), Mogiana (5 935), Araraquara (3 179) e São Paulo-Minas (603),  totalizando 38 524 funcionários. Ao ser constituída em 1971, o contingente de mão de obra ferroviária da empresa já estava reduzido para 36 665 pessoas, e em 1972 foi reduzido drasticamente para 29 347, pessoas com a transferência de funcionários para diversos setores do governo estadual.
Esta política de redução do quadro operacional foi constante até o início da década de 1980, tanto que em 1982 o número de funcionários era de 19 874, praticamente a metade comparando-se com o ano de 1970. A partir daí, o quadro foi sendo mantido estável até que, visando a atender ao Plano Nacional de Desestatização, iniciou-se em 1994 um processo de redução, diminuindo o número de empregados de 17 029 para 13 432 em 1995, 8 971 em 1996, 8 453 em 1997 e, por fim, 6 448 em 1998.

### Unidades regionais
A Fepasa possuía oito unidades regionais (UR's), que eram as seguintes:
- U.R.1 - Sorocaba
- U.R.2 - Botucatu
- U.R.3 - Bauru[25]
- U.R.4 - Araraquara
- U.R.5 - Campinas[26]
- U.R.6 - Ribeirão Preto
- U.R.7 - Santos[27]
- U.R.Subúrbio - São Paulo, depois transformada em DRM (Divisão Regional Metropolitana)

### Logotipos da Fepasa
Ao longo de sua história a Fepasa possuiu três logotipos. O primeiro era provisório, com o nome fepasa escrito em itálico e com letras minúsculas e perdurou de novembro de 1971 até dezembro de 1976.
O segundo foi escolhido após um concurso:
|    | Escritório                                              | Responsáveis                                                         |
| -- | ------------------------------------------------------- | -------------------------------------------------------------------- |
| 1º | Programação Visual e Desenho Industrial Ltda.           | Joaquim de Salles Redig de Campos                                    |
| 2º | Douglas Piccolo Arquitetura e Planejamento Visual Ltda. | Carlos Ferro, Douglas Piccolo, Roberto Rondino e Sylvio Ulhoa Cintra |

O logo escolhido foi elaborado pelo professor do Departamento de Artes & Design da PUC-Rio Joaquim de Salles Redig de Campos. Esse logotipo, composto por retas cruzadas em ângulo, foi utilizado oficialmente até maio de 1995.
O terceiro logotipo foi desenvolvido pelo arquiteto e designer João Carlos Mosterio Carvalho e adotado entre maio de 1995 até a extinção da empresa em 1998.

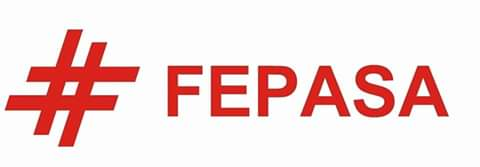
Logotipo mais conhecido da Fepasa (1976-1995).
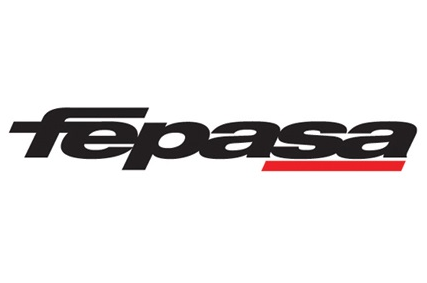
Último logotipo da Fepasa (1995-1998).

## Serviços prestados

### Subúrbios e trens urbanos
- Linha Oeste da Fepasa - permanece ativa como a atual Linha 8 do Trem Metropolitano de São Paulo, operada pelo consórcio ViaMobilidade Linhas 8 e 9
- Linha Sul da Fepasa - permanece ativa como a atual Linha 9 do Trem Metropolitano de São Paulo, operada pelo consórcio ViaMobilidade Linhas 8 e 9
- Trem Intra Metropolitano - foi criado pela Fepasa no dia 12 de julho de 1990 para o transporte de passageiros da estação de Samaritá em São Vicente até a estação Ana Costa em Santos.[33] Seus trilhos foram substituídos pelo atual VLT da Baixada Santista
- VLT de Campinas[34]
- Trem Urbano de Bauru[35]

### Trens de passageiro de longo percurso
| Número de passageiros - longo percurso (em milhões) |
|                                                     |
| Fontes: Fepasa                                      |

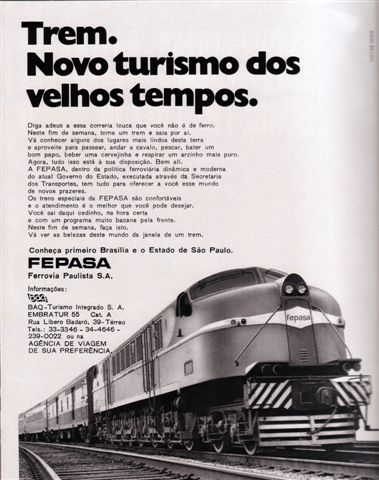
Publicidade sobre os trens de passageiros de longo percurso (1973).

Quando a Fepasa foi formada, os serviços foram mantidos de acordo com o padrão estabelecido pela extinta Paulista, com 60 trens diários em ambos os sentidos e em toda a malha de bitola larga.
Entretanto, a degradação do serviço e a idade do material utilizado já davam sinais de que o transporte de passageiros entraria em uma fase derradeira, pois um levantamento feito entre 1970 e 1974 apontava um decréscimo no movimento de passageiros, comparando com o transporte por ônibus rodoviário, onde o trem transportou 10,6% do total que os ônibus haviam transportado em 1970, e mostra que já em 1974 transportou apenas 4,2% do ônibus.
Nesse período poucas providências foram tomadas, onde o tráfego nos locais de maior movimento foi mantido, mas com a supressão do serviço nos ramais e em alguns trechos da linha tronco também, como o de Barretos - Colômbia.
Assim novos formatos de trens foram aplicados, como os trens regulares PM, PS e PP (Passageiro Mogiana, Passageiro Sorocabana e Passageiro Paulista). Dentre as estações que estavam em atividade, apenas as de maior movimento continuaram abertas. Serviços como os carros classe pullman foram extintos, carros de madeira foram passados ao serviço “não remunerado” e uma primeira reforma na frota foi executada.
Em 1983 surge o segundo padrão de pintura utilizado pela Fepasa nos carros de passageiros (azul com duas listras brancas), um pouco diferente da primeira pintura que era inteira azul como na Paulista,
Somente no governo Quércia em 1988 que deu-se início a uma nova reformulação dos trens, com a criação do “Trem Diferenciado”. Foi a forma encontrada para renovar a imagem do serviço de passageiros, propondo melhorias na operação e materiais rodantes com investimento moderado. Nesta época surge o terceiro padrão de pintura dos carros de aço carbono (cinza com três listras: vermelha, branca e preta).
O projeto foi inaugurado em setembro de 1988 com 12 carros de aço carbono reformados, onde cada composição era formada por seis carros, uma que fazia a linha São Paulo - Barretos e outra que fazia a linha São Paulo - Marília. Este trem era considerado “parador”, pois atendia a todas as estações abertas nos trechos, sendo pouco mais de 30 em cada trecho.
Ainda em setembro de 1988 foi apresentado o “Trem Expresso”, que atendia o trecho São Paulo - Araraquara, e para isso mais 12 carros foram selecionados e reformados, desta vez utilizando apenas carros de aço inox, recebendo eles também o novo padrão de pintura externa dos carros de aço carbono e cada composição era formada por seis carros, da mesma forma que o "Trem Diferenciado".
Estes serviços duraram até meados dos anos 1990 mas com várias mudanças, como a implantação de novos carros às composições, alterações de horários, e até mesmo a mistura entre os carros de aço inox e carbono com diferentes tipos de pintura, quebrando a padronização das composições.
No governo Covas a partir de 1995 a nova administração traça algumas metas de investimentos, onde também estava contemplada a reforma e modernização dos trens de passageiros. A proposta era baseada no aumento da receita com diminuição do custo e reforma de todo o material e estações, com duas frentes a serem atacadas: o passageiro de viagem e o turista – para este último foi criada a TremTur, divisão da Fepasa em parceria com a Embratur que ganhava a missão de fomentar o turismo ferroviário no estado de São Paulo.
Para oferecer esses novos serviços, a Fepasa se ateve à reforma dos carros de aço inoxidável e também alguns carros de aço carbono. Neste momento, surge o último padrão de pintura para carros de passageiros (três faixas finas contínuas - vermelha, branca e preta - na saia do carro, e no frontão sobre as janelas traziam, ao lado do novo logo da Fepasa, o nome da empresa por extenso, e para identificar a qual trem pertenciam, cada uma das composições levava seu nome em uma placa ou adesivo na lateral do carro).
Os novos trens de passageiros eram os seguintes:
- Trens Bandeirante: para concorrer com o transporte rodoviário, equivaliam aos antigos trens regulares
- Trens Expresso: eram as novas modelagens dos trens rápidos criados na segunda metade dos anos 80, agora com requintes até mesmo luxuosos para atrair o turista
- Trem Especial: criado para atender a população carente

| Trem                            | Trecho                                          | Bitola  | Observações                   |
| ------------------------------- | ----------------------------------------------- | ------- | ----------------------------- |
| Turístico                       | Campinas ↔ Peruíbe                              | 1000 mm |                               |
| Bandeirante Presidente Prudente | São Paulo (Barra Funda) ↔ Presidente Prudente   | 1000 mm | suprimido em novembro de 1998 |
| Bandeirante                     | Presidente Prudente ↔ Presidente Epitácio       | 1000 mm | suprimido em janeiro de 1999  |
| Bandeirante                     | São Paulo (Barra Funda) ↔ Panorama              | 1600 mm | suprimido em março de 2001    |
| Bandeirante                     | Itirapina ↔ São José do Rio Preto               | 1600 mm | suprimido em março de 2001    |
| Bandeirante                     | Araraquara ↔ Barretos                           | 1600 mm | suprimido em janeiro de 1999  |
| Bandeirante Apiaí               | Sorocaba ↔ Apiaí                                | 1000 mm | suprimido em março de 2001    |
| Bandeirante                     | Santos ↔ Embu-Guaçu                             | 1600 mm | suprimido em novembro de 1997 |
| Bandeirante Litorâneo           | Santos ↔ Juquiá                                 | 1000 mm | suprimido em novembro de 1997 |
| Expresso Azul                   | São Paulo (Barra Funda) ↔ São José do Rio Preto | 1600 mm | suprimido em janeiro de 1999  |
| Expresso Ouro Verde             | São Paulo (Barra Funda) ↔ Presidente Prudente   | 1600 mm | suprimido em novembro de 1998 |
| Expresso Estrela d'Oeste        | São Paulo (Barra Funda) ↔ Panorama              | 1600 mm | suprimido em janeiro de 1999  |
| Expresso Ouro Branco            | Campinas ↔ Araguari                             | 1000 mm | suprimido em setembro de 1997 |

Todos os trens de passageiros ainda na ativa foram "suspensos" pela nova concessionária Ferroban em 18 de janeiro de 1999, sob a alegação de que o serviço era precário e oferecia risco aos usuários.
Mas como o edital de concessão da malha paulista obrigava a manutenção de serviços de passageiros pelo prazo de mais um ano, algumas linhas foram retomadas em 1 de agosto de 1999, sendo que os últimos trens tiveram sua operação paralisada em 15 de março de 2001, quando, 130 anos após o primeiro trem de passageiros do estado de São Paulo circular, são erradicadas as suas últimas tentativas de prosseguimento.

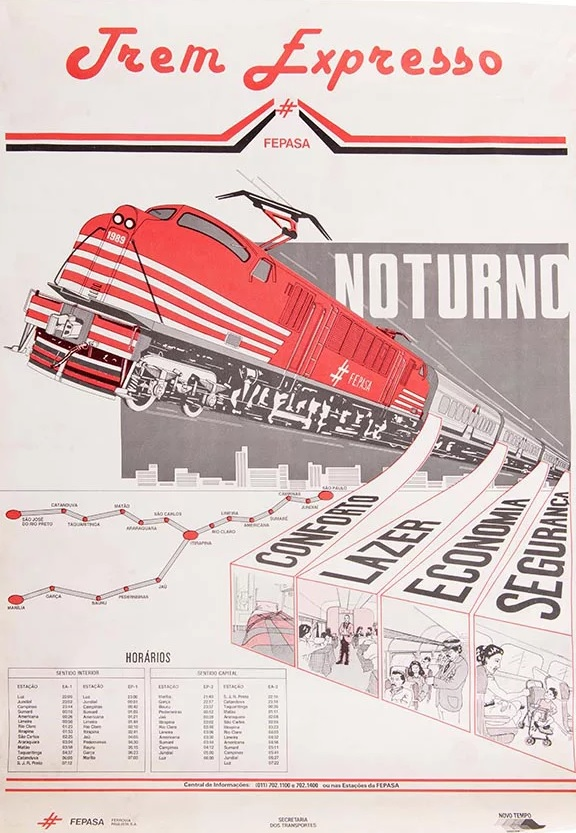
Publicidade sobre os trens de passageiros noturnos (1989).

| Ano  | Passageiros (em milhões) |
| ---- | ------------------------ |
| 1971 | 16 693                   |
| 1972 | 15 226                   |
| 1973 | 13 770                   |
| 1974 | 12 913                   |
| 1975 | 13 683                   |
| 1976 | 12 540                   |
| 1977 | 9 217                    |
| 1978 | 8 215                    |
| 1979 | 5 602                    |
| 1980 | 5 159                    |
| 1981 | 5 883                    |
| 1982 | 5 240                    |
| 1983 | 4 617                    |
| 1984 | 4 936                    |
| 1985 | 5 910                    |
| 1986 | 6 860                    |
| 1987 | 6 470                    |
| 1988 | 7 500                    |
| 1989 | 7 700                    |
| 1990 | 8 300                    |
| 1992 | 5 800                    |
| 1996 | 1 112                    |
| 1997 | 673                      |
| 1998 | 666                      |

### Transporte de cargas
| Carga Geral em milhões (TKU) |
|                              |
| Fontes: Fepasa               |

A Fepasa inseria-se na malha ferroviária brasileira como importante agente de escoamento da produção das novas fronteiras agrícolas do Centro-Oeste à altamente industrializada região do entorno de São Paulo. Constituía-se também no elo de ligação ferroviária Norte-Sul do Brasil, imprescindível para a circulação e a distribuição de mercadorias a nível nacional. Além disso, seu acesso ao porto mais importante do país possibilitava a presença no mercado internacional de produtos brasileiros com alto valor agregado.
O transporte de cargas representava o mais importante tráfego e fonte de receitas da Fepasa. Os principais produtos transportados eram cimento, clínquer, ferro e aço laminados, adubos e fertilizantes, papel, celulose, bauxita, enxofre, amônia, dolomita, calcário, cal hidratada, fosfatos, combustíveis (álcool e derivados de petróleo), café, açúcar, algodão, carne, feijão, arroz, milho, trigo, soja, amendoim, farinha de trigo, farelos em geral, óleos vegetais, laranja (sucos e pellets cítricos) e gado vacum. A quantidade transportada de cada um desses produtos variou muito no decorrer dos anos.
A operação de cargas da empresa estendia-se ao litoral paulista, com descida da serra até Santos, rumando depois para Cajati, e por outro lado até os extremos do estado de São Paulo, nas divisas com Mato Grosso do Sul e Paraná, penetrando em Minas Gerais e confluindo em pontos diversos com a navegação fluvial e com a RFFSA.
Na fronteira com Mato Grosso do Sul, junto ao rio Paraná, os trilhos chegavam até Santa Fé do Sul, Panorama e Presidente Epitácio, com operações de carga e descarga diretas no porto local.
Os pontos de contato da ferrovia com a RFFSA, na fronteira com o Paraná, eram através das linhas em Itararé e Ourinhos, além de Pinhalzinho no ramal construído pela Fepasa para servir o Tronco Principal Sul. De Apiaí, passando pelas regiões de Itapeva e Sorocaba havia o transporte de calcário industrial e dolomita até as instalações da COSIPA. O transporte de clínquer também seguia um fluxo único de Sorocaba à São Paulo, atendendo as Indústrias Votorantim.
Já Minas Gerais era o estado com o qual mais a rede ferroviária paulista se integrava. De Poços de Caldas carregamentos de bauxita partiam diretamente para a fábrica da CBA - Companhia Brasileira de Alumínio na região de Sorocaba.
O trecho Ribeirão Preto - Araguari, por onde a penetração da Fepasa era mais acentuada em território mineiro, integrava a ligação ferroviária entre o sul do país e o Distrito Federal. Por esse motivo todo seu traçado foi remodelado e o Corredor de Exportação Araguari-Santos, responsável por 60% de toda a carga transportada pela ferrovia, escoava para o porto de Santos as safras do Triângulo Mineiro e Goiás.
Esse trecho após as retificações passou a apresentar características que possibilitaram um maior atendimento a uma rica região agrícola, um dos maiores centros produtores de açúcar, álcool e cereais, absorvendo ainda quase que a totalidade em transporte da produção de rocha fosfática dos complexos instalados.
O trecho é também um elemento indispensável para o escoamento dos mais diversos produtos, quer para o Triângulo Mineiro e Goiás, como também para o porto de Santos e porto de Paranaguá, eixos de intenso tráfego de composições ferroviárias que transportam fertilizantes, trigo, cimento (em saco e a granel), calcário para a lavoura, cal hidratada, farelo, enxofre e amônia.
Além dessas conexões, a Fepasa contatava com a RFFSA em Jundiaí, que permitia aos trens que percorriam seu sistema de bitola larga acesso a São Paulo, Rio de Janeiro e ao porto de Santos, e em Bauru, onde era viabilizado o tráfego direto em bitola métrica até Santa Cruz de la Sierra, no corredor boliviano.

## Locomotivas
Quando da sua formação em 1971 a Fepasa contava com um parque de tração de 519 locomotivas (354 diesel e 165 elétricas), as quais recebeu de suas formadoras:
- Locomotivas de bitola estreita: foram recebidas da Sorocabana 243 locomotivas (167 diesel e 76 elétricas)[71] e da Mogiana 91 locomotivas diesel,[72] totalizando 334 locomotivas.
- Locomotivas de bitola larga: foram recebidas da Paulista 168 locomotivas (79 diesel e 89 elétricas)[73] e da Araraquara 17 locomotivas diesel,[74] totalizando 185 locomotivas.

Mas como parte do processo de modernização da ferrovia, 164 dessas locomotivas foram baixadas entre 1971 e 1991, enquanto 136 locomotivas diesel GE U20C de ambas as bitolas foram adquiridas no período 1974-1979, sendo essa a maior aquisição da história da Fepasa.
Além delas a Fepasa adquiriu da RFFSA 10 locomotivas elétricas usadas modelo GE 2-C+C-2 no ano de 1981, sendo que 8 foram totalmente reformadas e 2 utilizadas apenas para retirada de peças.
Também fazia parte do processo de modernização da ferrovia a eletrificação de todo o Corredor de Exportação Araguari-Santos, para isso seriam adquiridas 80 locomotivas elétricas Alstom EC-362 de ambas as bitolas, o que de fato apenas em parte foi concretizado devido a inúmeros problemas. Assim somente 2 locomotivas vieram da França em outubro de 1987 e colocadas em operação no ano de 1988. Das demais 78 que seriam montadas no Brasil, apenas uma parte dos equipamentos chegou e elas nunca foram montadas.
Em março de 1992 a Fepasa contava com um total de 503 locomotivas (357 diesel e 146 elétricas). Além delas nesse mesmo ano foram integradas ao material rodante da Fepasa 7 locomotivas diesel GE C30-7A da empresa Cutrale Quintela.
No período 1992-1998, além de não haver mais aquisição de locomotivas, outras foram baixadas e 11 locomotivas diesel foram transferidas para a CPTM no ano de 1997. Quando foi extinta e privatizada, a Fepasa contava com apenas 408 locomotivas (291 diesel e 117 elétricas). Desse total, 286 foram transferidas a Ferroban (172 diesel e 114 elétricas), 91 transferidas para a Ferrovia Centro-Atlântica (todas diesel) e 31 transferidas para a Ferrovia Sul-Atlântico (28 diesel e 3 elétricas), isso devido a cisão da malha da Fepasa.
Atualmente muitas dessas locomotivas (e somente diesel) ainda estão em circulação pelas ferrovias brasileiras, principalmente pela Rumo Logística e pela VLI Multimodal. Todas as locomotivas elétricas foram baixadas e estão abandonadas em pátios ferroviários, principalmente no Pátio de Triagem Paulista, Museu da Paulista - Jundiaí, Pátio de Sorocaba e Pátio de Mairinque. As diesel baixadas estão em diversos pontos, como Pátio da Lapa, Pátio de Araraquara, Pátio de Triagem Paulista e Pátio de Calsete (MG).

### Frota de locomotivas
| Modelo                           | Fabricante           | Tração          | Origem     | Série              | Numeração                    | Bitola   | Rodagem | Fabricação              | Frota | Destino                                                                                                  | Imagem |
| -------------------------------- | -------------------- | --------------- | ---------- | ------------------ | ---------------------------- | -------- | ------- | ----------------------- | ----- | --- | ------ |
| GE 1-C+C-1 Loba                  | GE                   | Elétrica        | EFS        | 2000               | 2001-2025                    | Estreita | 1-C+C-1 | 1943 e 1948             | 25    | 3 baixadas em 1995 21 transferidas para a Ferroban e 1 para a FSA                                        |        |
| Westinghouse 1-C+C-1 Loba        | Westinghouse         | Elétrica        | EFS        | 2050               | 2051-2071                    | Estreita | 1-C+C-1 | 1943 e 1948             | 21    | 3 baixadas em 1995 17 transferidas para a Ferroban e 1 para a FSA                                        |        |
| GE B-B Mini-Saia                 | GE-Brasil            | Elétrica        | EFS        | 2100               | 2101-2130                    | Estreita | B+B     | 1968 e 1969             | 30    | 29 transferidas para a Ferroban e 1 para a FSA                                                           |        |
| Alstom EC-362 Francesa           | Alstom               | Elétrica        | Fepasa     | 2200               | 2201-2202                    | Estreita | B+B     | 1984                    | 2     | Transferidas para a Ferroban                                                                             |        |
| GE 47T                           | GE-Caterpillar       | Diesel-Elétrica | EFS        | 3000               | 3001-3010                    | Estreita | B+B     | 1947                    | 10    | Baixadas entre 1974 e 1980                                                                               |        |
| GE U6C                           | GE                   | Diesel-Elétrica | EFS e CMEF | 3100               | 3101-3145                    | Estreita | C+C     | 1947 e 1952             | 45    | 37 baixadas entre 1971 e 1991 6 transferidas para a Ferroban, 1 para a FCA e 1 para a FSA                |        |
| GE U12B                          | GE                   | Diesel-Elétrica | EFS        | 3200               | 3201-3222                    | Estreita | B+B     | 1957 e 1958             | 22    | 7 baixadas entre 1985 e 1995 8 transferidas para a Ferroban e 7 para a FCA                               |        |
| GE U18C                          | GE                   | Diesel-Elétrica | EFS        | 3250               | 3251-3255                    | Estreita | C+C     | 1957                    | 5     | Baixadas entre 1974 e 1977                                                                               |        |
| Whitcomb 94T                     | Baldwin              | Diesel-Elétrica | EFS        | 3300               | 3301-3315                    | Estreita | A1A+A1A | 1948                    | 15    | Baixadas em 1974                                                                                         |        |
| Baldwin AS616E                   | Baldwin              | Diesel-Elétrica | EFS        | 3400               | 3401-3415                    | Estreita | C+C     | 1953 e 1954             | 15    | Baixadas entre 1974 e 1977                                                                               |        |
| ALCO RSD-8                       | ALCO                 | Diesel-Elétrica | CMEF       | 3500               | 3501-3510                    | Estreita | C+C     | 1958                    | 10    | 1 baixada em 1978 4 tansferidas para CPTM e 5 para a Ferroban                                            |        |
| EMD GL8                          | EMD                  | Diesel-Elétrica | EFS e CMEF | 3600               | 3601-3638                    | Estreita | B+B     | 1960 e 1961             | 38    | 11 baixadas entre 1978 e 1995 10 transferidas para a Ferroban, 11 para a FCA e 6 para a FSA              |        |
| EMD G12                          | EMD                  | Diesel-Elétrica | CMEF       | 3650               | 3651-3680                    | Estreita | B+B     | 1957                    | 30    | 7 baixadas entre 1988 e 1995 11 transferidas para a Ferroban, 9 para a FCA e 3 para a FSA                |        |
| LEW DE II S                      | LEW                  | Diesel-Elétrica | EFS        | 3700               | 3701-3730                    | Estreita | B+B     | 1967                    | 30    | 11 baixadas entre 1974 e 1995 4 transferidas para a CPTM, 9 para a Ferroban, 3 para a FCA e 3 para a FSA |        |
| LEW DE III M                     | LEW                  | Diesel-Elétrica | CMEF       | 3750               | 3751-3767                    | Estreita | B+B     | 1968                    | 17    | 8 baixadas entre 1974 e 1995 7 transferidas para a Ferroban, 1 para a FCA e 1 para a FSA                 |        |
| Krupp DH440                      | Krupp                | Diesel-Elétrica | EFS        | 3800 (antiga)      | 3801-3820                    | Estreita | B+B     | 1953                    | 20    | Baixadas entre 1971 e 1973                                                                               |        |
| GE U20C                          | GE-Brasil            | Diesel-Elétrica | Fepasa     | 3800 (nova)        | 3801-3910                    | Estreita | C+C     | 1974, 1975, 1977 e 1979 | 110   | 4 baixadas entre 1991 e 1993 35 transferidas para a Ferroban, 57 para a FCA e 14 para a FSA              |        |
| GE 2-C+C-2 Escandalosa           | GE                   | Elétrica        | RFFSA      | 6100               | 6101-6105                    | Larga    | 2-C+C-2 | 1947                    | 5     | Transferidas para a Ferroban                                                                             |        |
| Westinghouse 2-C+C-2 Escandalosa | Westinghouse         | Elétrica        | RFFSA      | 6150               | 6151-6155                    | Larga    | 2-C+C-2 | 1947                    | 5     | 2 baixadas em 1987 3 transferidas para a Ferroban                                                        |        |
| GE 2-B+B-2 Box                   | GE                   | Elétrica        | CPEF       | 6300               | 6301-6304                    | Larga    | 2-B+B-2 | 1921                    | 4     | Baixadas em 1974 e 1976                                                                                  |        |
| Baldwin-Westinghouse 1-B+B-1 Box | Baldwin-Westinghouse | Elétrica        | CPEF       | 6310               | 6311-6313                    | Larga    | 1-B+B-1 | 1921 e 1925             | 3     | Baixadas em 1974                                                                                         |        |
| MK 1-C+C-1 Box                   | Metropolitan Vickers | Elétrica        | CPEF       | 6330               | 6331                         | Larga    | 1-C+C-1 | 1926                    | 1     | Baixada em 1976                                                                                          |        |
| GE C-C Vanderléia                | GE-Brasil            | Elétrica        | CPEF       | 6350               | 6351-6360                    | Larga    | C+C     | 1967                    | 10    | Transferidas para a Ferroban                                                                             |        |
| GE 2-C+C-2 V8                    | GE                   | Elétrica        | CPEF       | 6370               | 6371-6392                    | Larga    | 2-C+C-2 | 1939, 1946 e 1947       | 22    | Transferidas para a Ferroban                                                                             |        |
| GE B+B Quadradinha               | GE                   | Elétrica        | CPEF       | 6400               | 6401-6408                    | Larga    | B+B     | 1921                    | 8     | Baixadas em 1974 e 1978                                                                                  |        |
| Baldwin-Westinghouse C+C Box     | Baldwin-Westinghouse | Elétrica        | CPEF       | 6410 (antiga 6320) | 6411-6418 (antiga 6321-6330) | Larga    | C+C     | 1921, 1927 e 1928       | 10    | Baixadas entre 1976 e 1995                                                                               |        |
| GE 1-C+C-1 Box                   | GE                   | Elétrica        | CPEF       | 6420               | 6421-6429                    | Larga    | 1-C+C-1 | 1928 e 1930             | 9     | Baixadas entre 1974 e 1983                                                                               |        |
| GE 2-D+D-2 Russa                 | GE                   | Elétrica        | CPEF       | 6450               | 6451-6455                    | Larga    | 2-D+D-2 | 1948                    | 5     | Transferidas para a Ferroban                                                                             |        |
| GE B-B Baratinha                 | GE                   | Elétrica        | CPEF       | 6500               | 6501-6509                    | Larga    | B+B     | 1924 e 1926             | 9     | Baixadas entre 1991 e 1995                                                                               |        |
| GE B-B Baratona                  | GE                   | Elétrica        | CPEF       | 6510               | 6511-6518                    | Larga    | B+B     | 1947                    | 8     | Baixadas em 1987 e 1995                                                                                  |        |
| EMD GP9                          | EMD                  | Diesel-Elétrica | EFA        | 7000               | 7001-7005                    | Larga    | B+B     | 1957                    | 5     | Transferidas para a Ferroban                                                                             |        |
| EMD GP18                         | EMD                  | Diesel-Elétrica | EFA        | 7000               | 7006-7017                    | Larga    | B+B     | 1960                    | 12    | Transferidas para a Ferroban                                                                             |        |
| EMD G12                          | EMD                  | Diesel-Elétrica | CPEF       | 7050               | 7051-7068                    | Larga    | B+B     | 1958                    | 18    | 16 transferidas para a Ferroban e 2 para a FCA                                                           |        |
| GE C30-7A                        | GE                   | Diesel-Elétrica | Fepasa     | 7200               | 7201-7207                    | Larga    | C+C     | 1990                    | 7     | Pertencem a Cutrale Quintela                                                                             |        |
| ALCO PA-2                        | ALCO-GE              | Diesel-Elétrica | CPEF       | 7600               | 7601-7603                    | Larga    | A1A+A1A | 1953                    | 3     | Baixadas entre 1976 e 1978                                                                               |        |
| ALCO RSC-3                       | ALCO-GE              | Diesel-Elétrica | CPEF       | 7650               | 7651-7662                    | Larga    | A1A+A1A | 1951                    | 12    | 11 baixadas entre 1977 e 1982 1 vendida para a Ciminas em 1981                                           |        |
| GE U9B                           | GE                   | Diesel-Elétrica | CPEF       | 7740               | 7741-7750                    | Larga    | B+B     | 1959                    | 10    | Baixadas entre 1977 e 1980                                                                               |        |
| LEW DE I PA                      | LEW                  | Diesel-Elétrica | CPEF       | 7760               | 7761-7796                    | Larga    | B+B     | 1967                    | 36    | 11 baixadas entre 1992 e 1995 3 transferidas para a CPTM e 22 para a Ferroban                            |        |
| GE U20C                          | GE-Brasil            | Diesel-Elétrica | Fepasa     | 7800               | 7801-7826                    | Larga    | C+C     | 1975, 1976 e 1977       | 26    | Transferidas para a Ferroban                                                                             |        |

### Esquemas de pintura das locomotivas
Logo na sua formação, as locomotivas adquiridas pela Fepasa receberam o primeiro logotipo da empresa, mas mantiveram durante um tempo a pintura original da ferrovia formadora, num período conhecido como fase de transição, até a Fepasa possuir seu próprio esquema de pintura de locomotivas, sendo o primeiro deles baseado nas cores da Paulista.
|    | Período   | Esquema de pintura                                                        | Observação                                                                                | Imagem |
| -- | --------- | ------------------------------------------------------------------------- | ----------------------------------------------------------------------------------------- | ------ |
| 1º | 1971-1976 | Azul com faixa branca, utiliza o primeiro logotipo da Fepasa              | Baseado nas cores da Cia. Paulista, apenas uma parte das locomotivas recebeu essa pintura |        |
| 2º | 1976-1995 | Vermelho com listras brancas, utiliza o segundo logotipo da Fepasa        | A pintura mais utilizada pela Fepasa, e por isso a mais conhecida                         |        |
| 3º | 1995-1998 | Cinza com listras preta e vermelha, utiliza o terceiro logotipo da Fepasa | Poucas locomotivas receberam a última pintura da Fepasa                                   |        |

As locomotivas que receberam a última pintura da Fepasa foram:
- Elétricas: GE 1-C+C-1 (2019, 2021 e 2025), GE B-B (2113) e GE 2-C+C-2 (6378, 6381 e 6383)
- Diesel: EMD GL8 (3620 e 3635); EMD G12 (3659, 3665, 3672, 7054, 7055, 7059, 7063, 7064 e 7067); EMD GP9 (7001 e 7004); EMD GP18 (7007 e 7009) e GE U20C (3820, 3835, 3839, 3850, 3863, 3873, 3884, 7801, 7802, 7805, 7809, 7817, 7821 e 7824)

## Material rodante

### Carros de passageiros

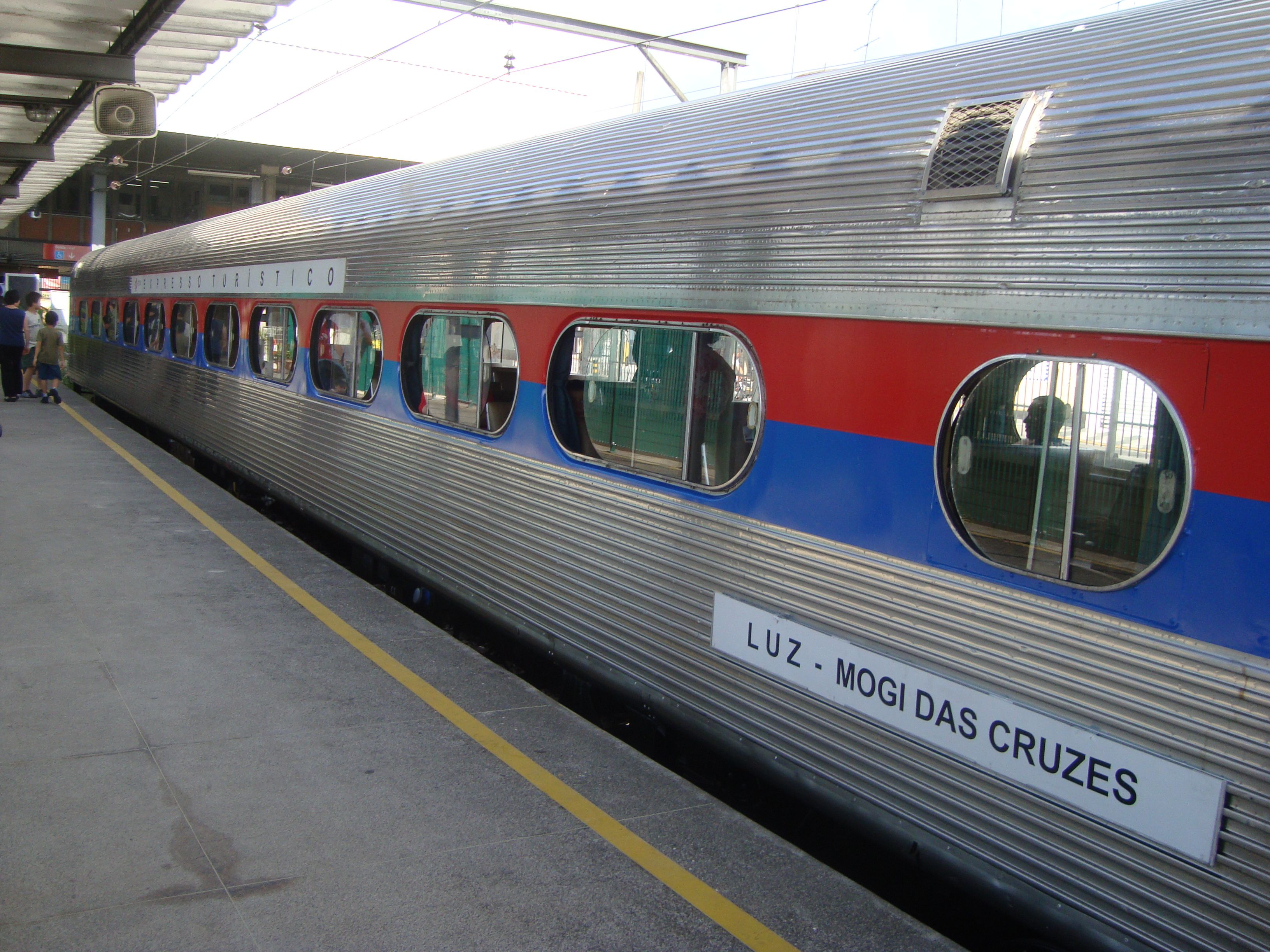
Carro Mafersa 800 ex-Fepasa no Expresso Turístico da CPTM.

A Fepasa possuía 1 191 carros de passageiros de longo percurso, que foram recebidos da Sorocabana (492), Paulista (322), Mogiana (243), Araraquara (107), e São Paulo-Minas (27):
- Bandeirante 300 - recebidos da Sorocabana
- Budd 500 - recebidos da Sorocabana[88]
- Mafersa 800 - recebidos da Sorocabana,[89] da Mogiana[90] e da Araraquara[91]
- Série 100 - recebidos da Mogiana
- ACF - recebidos da Paulista
- Pullman Standard - recebidos da Paulista[92]

### Composições ferroviárias
Inicialmente a Fepasa contava com 102 trens-unidade elétricos para transporte urbano de passageiros, sendo os demais adquiridos pela própria empresa:
| Modelo          | Fabricante                                                                   | Tração                     | Origem          | Série                          | Numeração        | Bitola  | Rodagem | Fabricação     | Frota                | Destino | Imagem |
| --------------- | ---------------------------------------------------------------------------- | -------------------------- | --------------- | ------------------------------ | ---------------- | ------- | ------- | -------------- | -------------------- | --- | ------ |
| GE-Pullman      | GE Pullman Company                                                           | Elétrica (592 hp por TUE)  | EUA             | ??                             | ??               | Métrica | R+M+R   | 1944           | 4 trens 12 carros    | Baixadas nos anos 1970                                                                                           |        |
| Toshiba         | Kawasaki Toshiba Kinki Sharyo Nippon Sharyo                                  | Elétrica (860 hp por TUE)  | Japão           | ??                             | ??               | Métrica | R+M+R   | 1957/1958      | 30 trens 90 carros   | Baixados em 1985 Reformados como Séries 4800/5900                                                                |        |
| Série 4800      | Oficinas da Fepasa-Rio Claro                                                 | Elétrica (860 hp por TUE)  | Brasil          | UC 4800 (Linha Oeste/Sul)      | 4801-4809        | Métrica | R+M+R   | 1985-1987      | 9 trens 27 carros    | Baixados em 2010 pela CPTM Operados no Subúrbio de Salvador                                                      |        |
| Série 5900      | Oficinas da Fepasa-Rio Claro                                                 | Elétrica (860 hp por TUE)  | Brasil          | UC 5900(TIM)                   | 59XX-5960        | Métrica | R+M+R   | 1987-1989      | 6 trens 18 carros    | Baixados em 1999 pela CPTM                                                                                       |        |
| Série 9000/5000 | Francorail MTE Brown Boveri Traction Cem Oerlikon Jeumont Schneider Cobrasma | Elétrica (1437 hp por TUE) | França/Brasil   | UI9000 (pré SIGO) UI5000(SIGO) | 5001-5100        | Larga   | M+R1+R2 | 1978/1980      | 100 trens 300 carros | Baixados em 2012 pela CPTM Reformados e ainda operados pela CPTM como Série 5400                                 |        |
| Série 9500/5500 | Mafersa Villares ACEC Sorefame Budd                                          | Elétrica (1651 hp por TUE) | Brasil Portugal | UI9500 (pré SIGO) UI5500(SIGO) | UI 5501- UI 5550 | Larga   | M+R1+R2 | 1978/1980      | 50 trens 150 carros  | Baixados em 2012 pela CPTM Alguns reformados pela CPTM como Série 5550 e baixados em 2014                        |        |
| Série 5700      | La Brugeoise et Nivelles SA. Cobrasma                                        | Elétrica (536 hp por TUE)  | Brasil Bélgica  | UC 5700 (SIGO)                 | UC 5701-UC 5706. | Larga   | M1+M2   | 1978/1980 1990 | 3 trens 6 carros     | Usados no VLT de Campinas e baixados em 1995 pela Fepasa Destruídos por incêndio criminoso em Rio Claro em 2018. |        |

### Vagões de carga
Em 1971 a Fepasa contava com cerca de 17 200 vagões de carga de diversos tipos, que foram recebidos da Sorocabana (9 176), Paulista (4 490), Mogiana (2 803), Araraquara (625) e São Paulo-Minas (182), dos quais cerca de 60% eram deficientes. Devido a essa situação a Fepasa passou a encomendar novos vagões às fábricas nacionais, como a Cobrasma, a fim de atender ao reaparelhamento da ferrovia e prepará-la para dar vazão a então crescente demanda de cargas destinadas a exportação. Também foram contratadas empresas para recuperação e melhor aproveitamento de boa parte dos vagões deficientes.
Mas muitos já estavam inservíveis e viravam sucata, e por isso a quantidade ia se reduzindo com o passar do tempo, tanto que em 1977 eram 16 329 vagões, e em 1983 o número era de 14 430 vagões.
Nos anos 1990, houve uma inversão no transporte de cargas da ferrovia, com prioridade para soja e líquidos, caracterizada pela ampliação da frota de vagões hopper e tanques. A Fepasa realiza uma parceria com a holding Cutrale-Quintela (CQ) em 1991, no valor de US$ 30 milhões para transportar soja e laranja (farelo cítrico). A CQ adquiriu 7 locomotivas Dash-7/C30-7 (de um total de 40 prometidas) enquanto a Fepasa forneceria 800 vagões. A quebra do Banespa, a troca de gestão Quércia para Fleury e problemas com a Fepasa fizeram com que a parceria fosse alterada até ser extinta em 1996. Algum tempo mais tarde, a CQ faliu.
Tipos de vagões de carga utilizados pela Fepasa:
Fechados

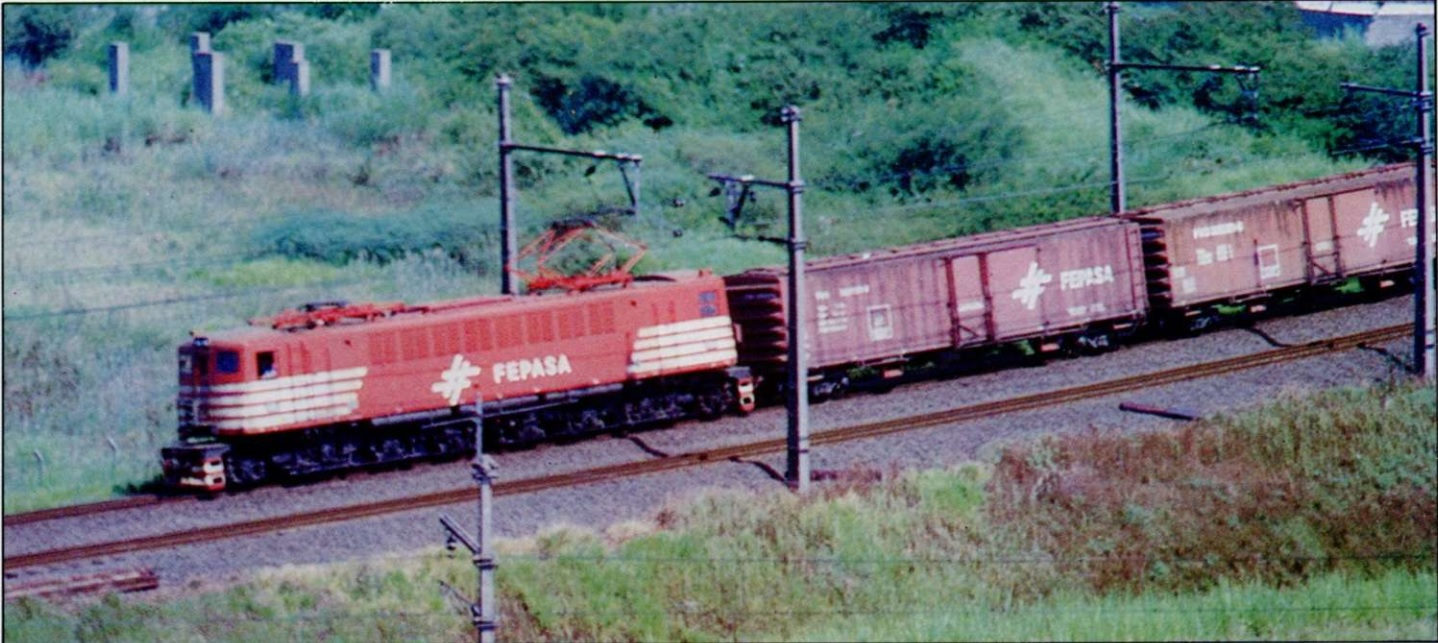
Composição com vagões fechados.

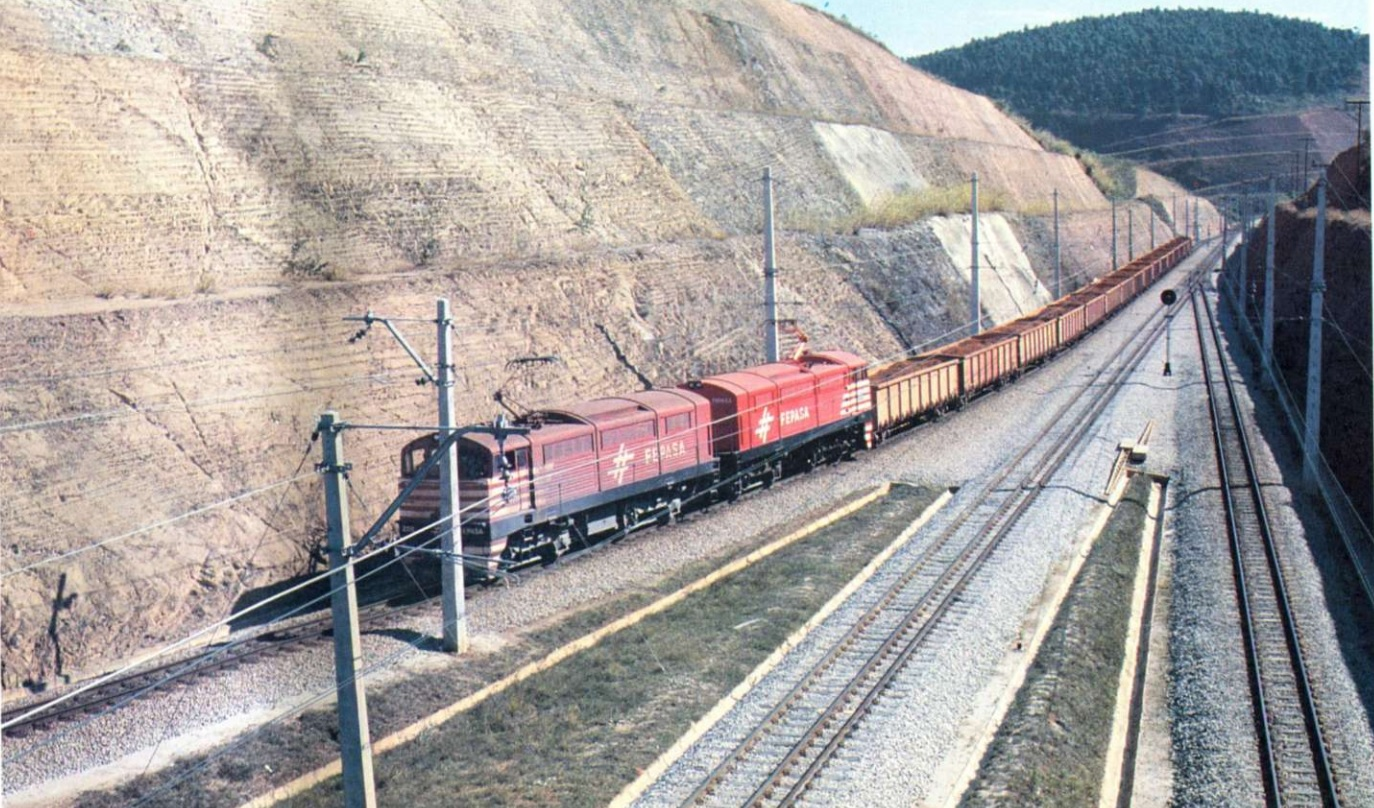
Composição com vagões gôndola.

Utilização: Granéis sólidos, ensacados, caixarias, cargas unitizadas, transporte em geral.
- FB - Fechado com escotilhas, portas basculantes, fundo em lombo de camelo (destinado ao transporte de açúcar a granel)[101]
- FE - Fechado com escotilhas[102]
- FH - Fechado "hopper", com escotilhas e tremonhas (destinado ao transporte de soja, milho e outros produtos a granel)[103]
- FL - Fechado "all-door", com laterais corrediças (destinado ao transporte de cimento ensacado)
- FR - Fechado convencional, caixa metálica com revestimento
- FS - Fechado convencional, caixa metálica sem revestimento[104]
- FV- Fechado ventilado
- IC / IF - Fechado isotérmico

Tanque

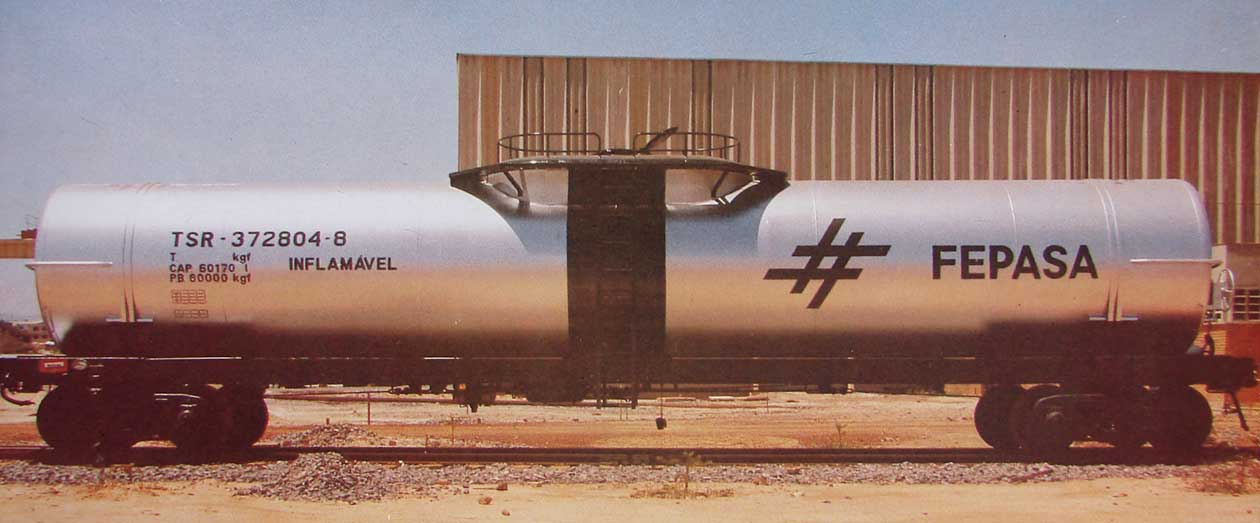
Vagão tanque.

Utilização: Cimento a granel, derivados de petróleo claros e líquidos não corrosivos em geral.
- TC - Tanque convencional (destinado ao transporte de álcool hidratado e derivados de petróleo)
- TP - Tanque para produtos pulverulentos (destinado ao transporte de cimento a granel)
- TS - Tanque com serpentinas para aquecimento (destinado ao transporte de álcool hidratado e derivados de petróleo)[106]

Gôndola
Utilização: Granéis sólidos expostos ao tempo,  produtos diversos expostos ao tempo.
- GF - Gôndola "drop-bottom", com bordas fixas e fundo móvel
- GH - Gôndola "hopper", com bordas basculantes ou semi-tombantes com fundo em lombo de camelo (destinado ao transporte de carvão, clínquer, escória de cimento, pó de pedra e outros materiais)[108]
- GN - Gôndola convencional (destinado ao transporte de lastro da ferrovia)
- GT - Gôndola com bordas tombantes[109]

Plataforma

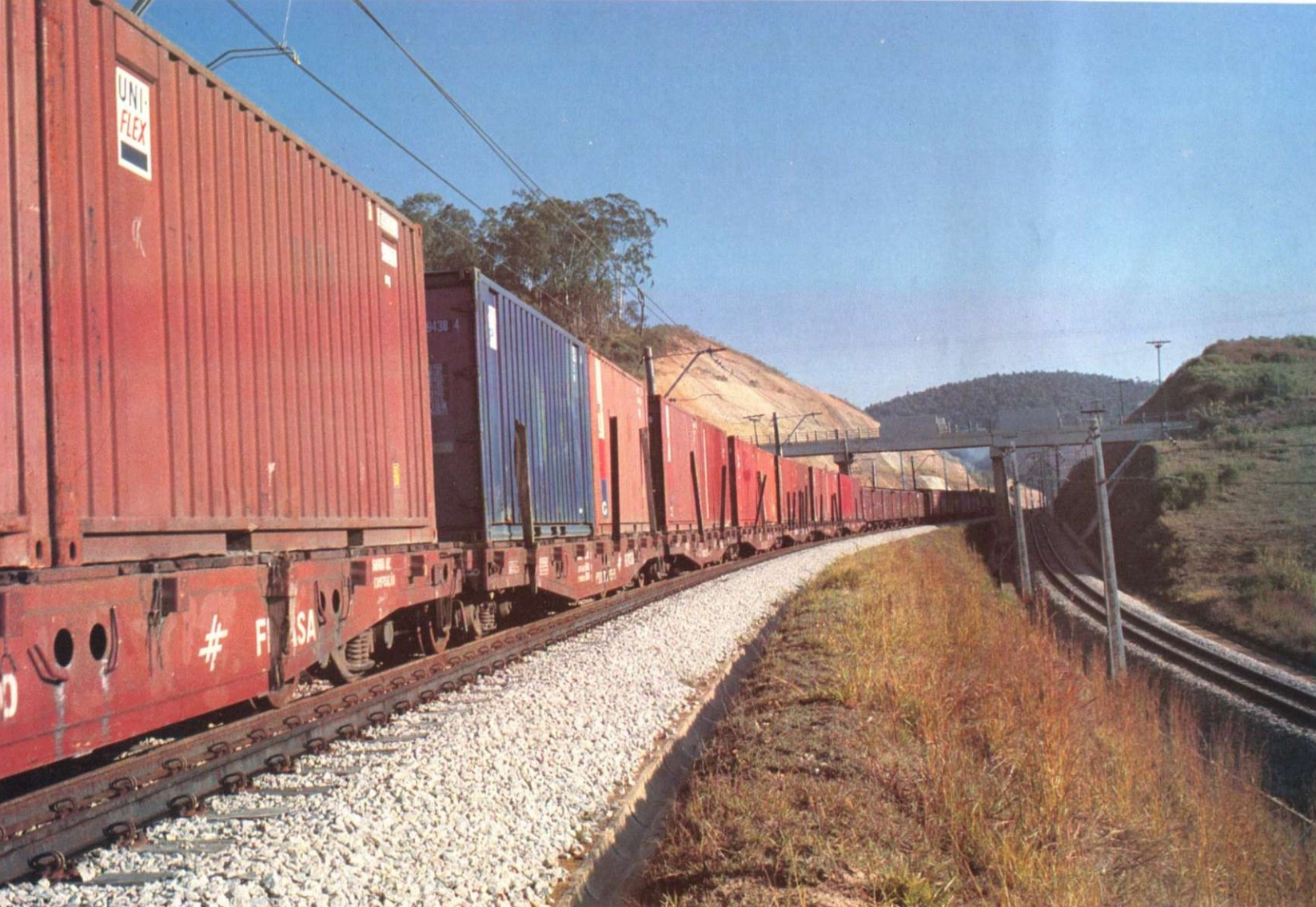
Composição com vagões plataforma.

Utilização: Contêineres, produtos siderúrgicos, grandes volumes, madeira, peças de grandes dimensões.
- PA - Plataforma com dois pavimentos para automóveis
- PB - Plataforma para bobinas
- PC - Plataforma para contêineres
- PD - Plataforma convencional com dispositivo para contêineres
- PE - Plataforma convencional com piso metálico
- PH - Plataforma com abertura telescópica
- PM - Plataforma convencional com piso de madeira
- PP - Plataforma com cabeceira "bulkhead"[111]
- PR - Plataforma com estrado rebaixado (destinado ao transporte de mercadorias de grandes dimensões e peso)

Hopper

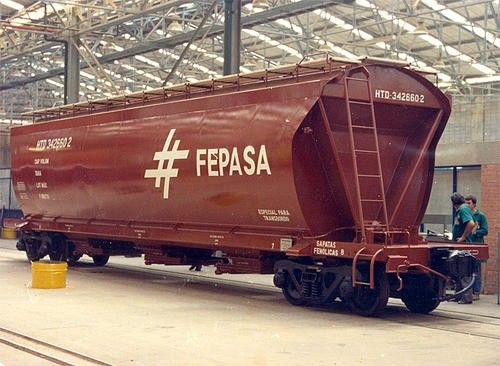
Vagão hopper.

Utilização: Granéis corrosivos, granéis sólidos não expostos ao tempo.
- HE - Hopper tanque "center-flow" com proteção anti-corrosiva
- HF - Hopper fechado convencional (destinado para produtos a granel como soja, milho ou até mesmo enxofre)[113][114]
- HP - Hopper fechado com proteção anti-corrosiva
- HT - Hopper tanque "center-flow" convencional[115]

| Tipo de vagão   | 1977   | 1983   | 1996   |
| --------------- | ------ | ------ | ------ |
| Fechado         | 9 785  | 7 510  | 5 823  |
| Tanque          | 930    | 1 345  | 2 905  |
| Gôndola         | 2 204  | 2 005  | 1 889  |
| Plataforma      | 1 373  | 1 220  | 1 196  |
| Hopper          | 318    | 852    | 1 007  |
| Gaiola e outros | 1 719  | 1 498  | 1 001  |
| Total           | 16 329 | 14 430 | 13 821 |

## Características da via permanente

### Formação da malha ferroviária
A Fepasa passou a controlar as linhas de bitola métrica da Sorocabana (2 016 km), Mogiana (1 744 km) e São Paulo-Minas (133 km), e as linhas de bitola larga da Paulista (1 225 km) e Araraquara (431 km), totalizando 5 549 km de linhas ferroviárias no ano de 1970.
Também retificou vários trechos das linhas mais movimentadas, inclusive eletrificando e implantando a bitola mista, além de construir outros ramais.
Após as reformas e construções em sua malha passou a contar com 5 163 km de linhas ferroviárias, sendo 3 337 km de linhas principais e 1 826 km de linhas secundárias ou ramais, sem contar os 1 260 km de desvios de propriedade da ferrovia e 292 km de desvios particulares, totalizando 6 715 km.

### Número de estações ferroviárias
Entre 1975 e 1979 a rede de estações passou por um profundo estudo que resultou no fechamento de quase metade das mesmas, consideradas antieconômicas por conta do baixo número de passageiros embarcados, enquanto outras foram rebaixadas de estação para postos de cruzamento e ou pontos de embarque/desembarque.
| Ano  | Estações | Postos de cruzamento e pontos de embarque | Total |
| ---- | -------- | ----------------------------------------- | ----- |
| 1974 | 323      | 285                                       | 608   |
| 1978 | 196      | 192                                       | 388   |

### Principais estações ferroviárias
Das aproximadamente 323 estações existentes em toda a malha (1974), algumas se destacavam como as principais compositoras do sistema ferroviário:
- Estação Júlio Prestes - sede da Fepasa[16]
- Estação Barra Funda[121]
- Estação Presidente Altino - pátio e oficinas de TUE's[122]
- Estação de Mairinque - oficinas[123]
- Estação de Sorocaba - oficinas e terminal de cimento[124]
- Estação de Botucatu - oficinas[125]
- Estação de Ourinhos - terminal de combustíveis[126]
- Estação de Assis - oficinas e terminal graneleiro[127]
- Estação de Presidente Prudente - terminal de combustíveis[128]
- Estação de Boa Vista Nova - baldeação de linha e terminal graneleiro (CNAGA)[129]
- Estação de Paulínia - oficinas[130]
- Pátio da REPLAN - terminal de combustíveis[131]
- Estação de Casa Branca - terminal graneleiro[132]
- Estação de Ribeirão Preto - terminal de combustíveis[133]
- Estação de Uberaba - oficinas[134]
- Estação de Uberlândia - terminal graneleiro[135]
- Estação de Santos[136]
- Pátio do Porto de Santos
- Estação de Jundiaí - baldeação RFFSA e oficinas[137]
- Estação de Campinas - oficinas[138]
- Estação de Cordeirópolis - baldeação de linha (desativada nos anos 80)[139]
- Estação de Rio Claro - oficinas[140]
- Estação de Itirapina - baldeação de linha[141]
- Estação de São Carlos - armazéns e oficinas (desativados nos anos 80)[142]
- Estação de Araraquara - baldeação de linha, oficinas e terminal graneleiro (CEAGESP)[143]
- Estação de São José do Rio Preto[144]
- Estação de Triagem Paulista[145]
- Estação de Bauru - baldeação de linha, baldeação RFFSA, terminal de combustíveis e terminal graneleiro[146]

## Malha ferroviária e estações da antiga Paulista

### Linha Tronco
A Linha Tronco Jundiaí-Colômbia integrava a U.R.4 e a U.R.5, com bitola de 1,60 m (bitola larga), e era eletrificada de Jundiaí à Rincão.
Teve parte do trecho retificado pela Fepasa, sendo construída a Variante Itirapina-Santa Gertrudes, inaugurada em 1976. Trens de passageiros trafegaram pela linha até março de 2001, nos últimos anos apenas no trecho Campinas-Araraquara.
| Estação               | Km      | Altitude |
| --------------------- | ------- | -------- |
| Jundiaí Paulista      | 0.000   | 706      |
| Horto                 | 4.945   | 710      |
| Corrupira             | 10.460  | 725      |
| Louveira              | 15.293  | 666      |
| Vinhedo               | 22.921  | 702      |
| Valinhos              | 30.603  | 659      |
| Samambaia             | 40.499  | 717      |
| Campinas              | 44.042  | 693      |
| Boa Vista             | 53.009  | 637      |
| Hortolândia           | 62.605  | 559      |
| Sumaré                | 69.615  | 547      |
| Nova Odessa           | 75.623  | 540      |
| Recanto               | 78.387  | 529      |
| Americana             | 81.959  | 527      |
| São Jerônimo          | 87.634  | 500      |
| Tatu                  | 93.794  | 511      |
| Itaipu                | 100.281 | 530      |
| Limeira               | 105.459 | 540      |
| Ibicaba               | 111.006 | 562      |
| Cordeirópolis         | 116.965 | 630      |
| Santa Gertrudes       | 125.992 | 570      |
| Rio Claro             | 133.840 | 609      |
| Batovi                | 143.135 | 547      |
| Camaquã               | 148.780 | 634      |
| Itapé                 | 156.585 | 589      |
| Graúna                | 162.497 | 610      |
| Ubá                   | 168.520 | 687      |
| Itirapina             | 174.370 | 758      |
| Estrela               | 181.060 | 800      |
| Visconde do Rio Claro | 187.320 | 743      |
| Conde do Pinhal       | 195.325 | 738      |
| São Carlos            | 206.308 | 825      |
| Retiro                | 211.676 | 844      |
| Ibaté                 | 221.210 | 825      |
| Tamoio                | 227.801 | 780      |
| Chibarro              | 235.457 | 653      |
| Ouro                  | 244.297 | 710      |
| Araraquara            | 253.767 | 646      |
| Américo Brasiliense   | 265.442 | 716      |
| Santa Lúcia           | 271.045 | 697      |
| Tapuia                | 281.013 | 535      |
| Rincão                | 285.759 | 521      |
| Guatapará             | 296.997 | 506      |
| Guarani               | 306.505 | 527      |
| Pradópolis            | 321.011 | 495      |
| Barrinha              | 336.841 | 492      |
| Macuco                | 347.450 | 501      |
| Passagem              | 357.370 | 479      |
| Pitangueiras          | 363.425 | 502      |
| Plínio Prado          | 371.245 | 533      |
| Ibitiúva              | 377.995 | 600      |
| Santa Irene           | 389.483 | 563      |
| Bebedouro             | 397.983 | 529      |
| Mandembo              | 412.893 | 566      |
| Perobal               | 421.444 | 557      |
| Colina                | 428.106 | 588      |
| Palmar                | 439.476 | 581      |
| Frigorífico           | 447.109 | 495      |
| Barretos              | 452.930 | 518      |
| Alberto Moreira       | 470.626 | 546      |
| Adolfo Pinto          | 483.463 | 506      |
| Continental           | 497.358 | 493      |
| Colômbia              | 506.655 | 454      |

### Ramal de Piracicaba
O Ramal de Piracicaba integrava a U.R.5, com bitola de 1,60 m (bitola larga).
Não se ligava com o ramal de mesmo nome da Sorocabana, apenas cruzando em desnível na entrada da cidade. Em 20 de fevereiro de 1977 o tráfego de passageiros foi suprimido. Cargas seguiram pelo ramal até 1995, e depois o ramal foi abandonado. Parte dos trilhos ainda não foram retirados.
| Estação               | Km      | Altitude |
| --------------------- | ------- | -------- |
| Recanto               | 78.387  | 529      |
| Cillos                | 84.150  | 603      |
| Santa Bárbara d'Oeste | 91.088  | 529      |
| Caiubi                | 99.615  | 500      |
| Tupi                  | 105.750 | 511      |
| Taquaral              | 114.645 | 627      |
| Piracicaba Paulista   | 123.593 | 540      |

### Ramal de Descalvado
O Ramal de Descalvado integrava a U.R.5, com bitola de 1,60 m (bitola larga).
Trens de passageiros circularam até julho de 1976 no trecho Pirassununga-Descalvado, e até fevereiro de 1977 no trecho restante. Trens cargueiros circularam pelo ramal até o final dos anos 1980. Abandonado, o ramal teve os trilhos arrancados entre 1996 e 2003.
| Estação        | Km      | Altitude |
| -------------- | ------- | -------- |
| Cordeirópolis  | 116.965 | 630      |
| Remanso        | 126.188 | 664      |
| Araras         | 134.515 | 611      |
| Loreto         | 138.780 | 595      |
| Elihu Root     | 144.640 | 594      |
| São Bento      | 153.091 | 635      |
| Leme           | 161.702 | 610      |
| Souza Queiroz  | 171.950 | 604      |
| Pirassununga   | 185.009 | 634      |
| Laranja Azeda  | 189.882 | 563      |
| Porto Ferreira | 205.394 | 549      |
| Butiá          | 216.220 | 606      |
| Descalvado     | 223.773 | 647      |

### Ramal de Palmeiras
O Ramal de Palmeiras integrava a U.R.5, com bitola de 1,60 m (bitola larga).
Formado por parte do antigo Ramal de Santa Veridiana, que no início de 1968 teve o trecho final Santa Cruz das Palmeiras-Baldeação suprimido. Em 1976 o ramal fechou para cargas e para passageiros, sendo suprimido. Os trilhos foram arrancados no início dos anos 80.
| Estação                  | Km      | Altitude |
| ------------------------ | ------- | -------- |
| Laranja Azeda            | 189.882 | 563      |
| Emas                     | 195.764 | 589      |
| Baguassu                 | 202.656 | 590      |
| Santa Silvéria           | 213.747 | 699      |
| Santa Cruz das Palmeiras | 222.126 | 644      |

### Linha Tronco Oeste
A Linha Tronco Oeste Itirapina-Panorama integrava a U.R.3, com bitola de 1,60 m (bitola larga), e era eletrificada de Itirapina à Bauru.

O chamado tronco oeste é um enorme ramal de Itirapina até o rio Paraná, e inicialmente era eletrificado até Cabrália Paulista. Em 1976, o trecho entre Bauru e Garça que passava pelo sul da serra das Esmeraldas foi retificado pela Fepasa, sendo construída a Variante Bauru-Garça, deixando a eletrificação somente até Bauru. O trecho antigo foi desativado suprimindo uma série de estações, com os trilhos sendo retirados em 1978. Trens de passageiros seguiram trafegando pela linha até 15 de março de 2001, quando foram suprimidos.
| Estação               | Km      | Altitude |
| --------------------- | ------- | -------- |
| Itirapina             | 174.370 | 758      |
| Campo Alegre          | 190.267 | 747      |
| Aterrado              | 198.060 | 705      |
| Brotas                | 207.578 | 621      |
| Espraiado             | 211.879 | 654      |
| Canela                | 219.447 | 764      |
| Torrinha              | 227.898 | 768      |
| Tabuleiro             | 234.246 | 813      |
| Ventania              | 243.325 | 748      |
| Dois Córregos         | 252.268 | 680      |
| Lacerda Franco        | 259.698 | 641      |
| Banharão              | 268.418 | 519      |
| Jaú                   | 275.781 | 529      |
| Ave Maria             | 284.934 | 474      |
| Airosa Galvão         | 291.908 | 438      |
| Pederneiras           | 302.613 | 476      |
| Carajás               | 310.033 | 558      |
| Guaianás              | 318.533 | 481      |
| Aimorés               | 330.233 | 517      |
| Triagem Paulista      | 336.553 | 593      |
| Bauru Paulista        | 339.797 | 495      |
| Piratininga           | 353.352 | 497      |
| Alba                  | 360.772 | 592      |
| Brasília Paulista     | 369.520 | 535      |
| Cabrália Paulista     | 381.081 | 511      |
| Duartina              | 392.954 | 509      |
| Esmeralda             | 401.990 | 552      |
| Fernão Dias           | 409.300 | 501      |
| Gália                 | 418.056 | 522      |
| Posto Km 425          | 424.506 | 570      |
| Garça                 | 433.049 | 663      |
| Jafa                  | 442.140 | 659      |
| Vera Cruz             | 452.532 | 632      |
| Lácio                 | 459.660 | 637      |
| Marília               | 466.440 | 652      |
| Padre Nóbrega         | 475.834 | 641      |
| Oriente               | 486.245 | 592      |
| Pompéia               | 497.122 | 582      |
| Paulópolis            | 505.150 | 575      |
| Quintana              | 511.922 | 576      |
| Eng. Pedro de Camargo | 518.692 | 495      |
| Herculândia           | 525.887 | 481      |
| Parnaso               | 533.665 | 516      |
| Tupã                  | 541.811 | 511      |
| Universo              | 551.594 | 505      |
| Iacri                 | 563.642 | 503      |
| Parapuã               | 577.617 | 475      |
| Osvaldo Cruz          | 587.080 | 451      |
| Inúbia Paulista       | 597.387 | 454      |
| Lucélia               | 605.364 | 444      |
| Adamantina            | 613.432 | 443      |
| Flórida Paulista      | 626.197 | 433      |
| Atlântida             | 633.741 | 438      |
| Pacaembu              | 638.564 | 425      |
| Irapuru               | 648.750 | 428      |
| Junqueirópolis        | 660.251 | 415      |
| Dracena               | 671.803 | 396      |
| Marrequinhas          | 678.108 | 351      |
| Iandara               | 682.852 | 310      |
| Arabela               | 695.733 | 282      |
| Panorama              | 709.173 | 269      |

## Malha ferroviária e estações da antiga Araraquara

### Linha Tronco
A Linha Tronco Araraquara-Santa Fé do Sul integrava a U.R.4, com bitola de 1,60 m (bitola larga).

Em 1969 o ponto terminal da E. F. Araraquara foi transferido para a estação de Santa Fé do Sul, sendo que o trecho final e a estação Presidente Vargas acabaram inundados pela barragem de Ilha Solteira em 1973. Em 1998, foi unida à linha da Ferronorte em território sul mato-grossense, mas apenas para trens de cargas. Trens de passageiros, nos últimos anos somente até São José do Rio Preto, circularam até março de 2001, quando foram suprimidos.
| Estação                | Km      | Altitude |
| ---------------------- | ------- | -------- |
| Araraquara             | 0.000   | 646      |
| Tutóia                 | 7.110   | 719      |
| Cesário Bastos         | 12.989  | 705      |
| Bueno de Andrada       | 24.829  | 678      |
| Silvânia               | 31.213  | 660      |
| Matão                  | 43.000  | 551      |
| Dobrada                | 53.600  | 600      |
| Santa Ernestina        | 59.296  | 554      |
| Taquaritinga           | 75.116  | 561      |
| Jurupema               | 83.488  | 550      |
| Cândido Rodrigues      | 91.038  | 591      |
| Fernando Prestes       | 99.338  | 597      |
| Santa Sofia            | 109.379 | 596      |
| Santa Adélia           | 115.349 | 605      |
| Pindorama              | 128.327 | 496      |
| Catanduva              | 138.811 | 487      |
| Catiguá                | 152.312 | 476      |
| Uchoa                  | 169.552 | 479      |
| Cedral                 | 180.920 | 544      |
| Engenheiro Schmitt     | 188.914 | 489      |
| São José do Rio Preto  | 199.451 | 468      |
| Rio Preto Paulista     | 204.007 | 483      |
| Gonzaga de Campos      | 207.442 | 484      |
| Mirassol               | 218.728 | 566      |
| Bálsamo                | 231.686 | 544      |
| Engenheiro Balduino    | 246.026 | 544      |
| Tanabi                 | 252.640 |          |
| Ecatu                  | 263.760 | 532      |
| Cosmorama              | 278.261 | 538      |
| Simonsen               | 291.640 | 513      |
| Votuporanga            | 302.811 | 504      |
| Valentim Gentil        | 315.231 | 504      |
| Meridiano              | 329.053 | 509      |
| Fernandópoiis          | 339.573 | 522      |
| Estrela d'Oeste        | 357.453 | 488      |
| Jales                  | 373.734 | 483      |
| Urânia                 | 386.252 | 452      |
| Santa Salete           | 391.112 | 438      |
| Pimenta Bueno          | 401.009 | 424      |
| Santana da Ponte Pensa | 403.000 |          |
| Três Fronteiras        | 414.209 | 391      |
| Santa Fé do Sul        | 421.409 | 357      |
| Presidente Vargas      | 431.129 | 313      |

## Malha ferroviária e estações da antiga Mogiana

### Linha Tronco
A Linha Tronco Campinas-Entroncamento integrava a U.R.5 e a U.R.6, com bitola de 1,00 m (bitola métrica), e era eletrificada de Mato Seco à Casa Branca-nova.
Para fazer parte do Corredor de Exportação Araguari-Santos a linha foi retificada e eletrificada até Casa Branca, sendo construídas duas variantes. Com a Variante Boa Vista-Guedes em operação, a Fepasa desativou em 1977 o trecho inicial entre as estações de Campinas e Guedes. Na mesma época parte do trecho (Anhumas-Jaguariúna) foi entregue à linha turística da ABPF, tornando-se a Viação Férrea Campinas-Jaguariúna.
Outro trecho foi retificado, sendo construída a Variante Guedes-Mato Seco. Essas variantes tiraram velhas estações da linha e colocaram novas versões nos trechos retificados. Em 1979, após ser inaugurada a Variante Entroncamento-Amoroso Costa, o trecho entre Ribeirão Preto-nova e Entroncamento passou a ser parte integrante da Linha do Rio Grande. No final de 1997, os trens de passageiros deixaram de circular pela linha.
| Estação                 | Km      | Altitude |
| ----------------------- | ------- | -------- |
| Campinas                | 0.000   | 693      |
| Riza                    | 0.757   | 690      |
| Guanabara               | 3.139   | 668      |
| Anhumas                 | 9.545   | 616      |
| Pedro Américo           | 15.123  | 674      |
| Tanquinho               | 19.751  | 610      |
| Desembargador Furtado   | 23.882  | 616      |
| Carlos Gomes            | 26.728  | 604      |
| Jaguariúna              | 32.384  | 569      |
| Guedes                  | 40.401  | 573      |
| Cristiano Osório        | 45.090  | 611      |
| Posse de Ressaca        | 50.841  | 602      |
| Alfa                    | 56.606  | 629      |
| Cons. Martim Francisco  | 61.713  | 588      |
| Tujucuê                 | 67.903  | 628      |
| Mogi Mirim              | 72.759  | 611      |
| Mogi Guaçu              | 81.272  | 588      |
| Ipê                     | 87.772  | 620      |
| Estiva                  | 94.140  | 593      |
| Urutuba                 | 98.000  | 610      |
| Orissanga               | 104.595 | 686      |
| Mato Seco               | 112.983 | 735      |
| Astrapéia               | 118.147 | 683      |
| Aguaí                   | 124.833 | 653      |
| Engenheiro Mendes       | 132.566 | 590      |
| Orindiúva               | 139.187 | 627      |
| Lagoa Branca            | 150.138 | 703      |
| Joaquim Libânio         | 161.068 | 708      |
| Casa Branca-nova        | 168.693 | 706      |
| Coronel Corrêa          | 177.890 | 671      |
| Coronel José Egídio     |         |          |
| Tambaú                  | 194.394 | 679      |
| Santos Dumont           | 217.210 |          |
| São Simão               | 234.541 |          |
| Canaã                   |         |          |
| Cravinhos               | 267.604 | 540      |
| Engenheiro Silva Mendes | 277.000 |          |
| Evangelina              | 288.101 | 574      |
| Ribeirão Preto-nova     | 296.905 |          |
| Alto                    | 320.816 | 532      |
| Entroncamento           | 329.998 | 505      |

### Ramal de Itapira
O Ramal de Itapira integrava a U.R.5, com bitola de 1,00 m (bitola métrica).
Trens de passageiros circularam até 1976, e cargas continuaram até cerca de dez anos depois. Com a supressão da linha da RFFSA que chegava à Sapucaí o ramal perdeu a função e foi desativado, tendo seus trilhos já abandonados retirados em 1990.
| Estação                | Km     | Altitude |
| ---------------------- | ------ | -------- |
| Mogi Mirim             | 72.759 | 611      |
| Vergel                 | 9.820  | 637      |
| Itapira                | 20.099 | 629      |
| Barão Ataliba Nogueira | 35.827 | 622      |
| Eleutério              | 46.086 | 676      |
| Sapucaí                | 51.819 | 663      |

### Ramal de Caldas
O Ramal de Caldas integrava a U.R.5, com bitola de 1,00 m (bitola métrica).
É o único de todos os ramais da antiga Mogiana que permaneceu ativo, por causa do transporte de minério de alumínio da estação de Bauxita. Trens de passageiros circularam pela linha até fins de 1976, quando foram suprimidos. Até os anos 1990 um trem turístico ainda percorria o trecho Águas da Prata-Poços de Caldas, entretanto também foi suprimido, e os trilhos foram retirados no trecho terminal em Poços de Caldas.
| Estação               | Km      | Altitude |
| --------------------- | ------- | -------- |
| Aguaí                 | 124,833 | 653      |
| Girivá                | 14,695  | 662      |
| São João da Boa Vista | 29,412  | 730      |
| Bairro Alegre         | 37,243  | 755      |
| Águas da Prata        | 42,452  | 818      |
| Tajá                  |         | 1096     |
| Cascata               | 57,702  | 1209     |
| Bauxita               | 65,409  | 1239     |
| Poços de Caldas       | 75,208  | 1186     |

### Ramal de Guaxupé
O Ramal de Guaxupé integrava a U.R.5, com bitola de 1,00 m (bitola métrica).
Formado pelo antigo Ramal de Guaxupé e por parte do antigo Ramal de Mococa. Trens de passageiros e de carga circularam no trecho Casa Branca-Guaxupé até 1977, quando fortes chuvas provocaram deslizamento de aterros e queda de pontes, interditando o trecho Casa Branca-São José do Rio Pardo. Em 1983 mais deslizamentos interromperam o tráfego no trecho restante. Em 1985 o trecho Casa Branca-São José do Rio Pardo foi reativado por um curto espaço de tempo, até 1987. Por volta de 1992 os trilhos foram retirados.
| Estação               | Km      | Altitude |
| --------------------- | ------- | -------- |
| Casa Branca-nova      | 168,693 | 706      |
| Casa Branca-antiga    | 174,364 | 716      |
| Itobi                 | 13,564  | 652      |
| Vila Costina          | 21,640  | 736      |
| Paula Lima            | 28,772  | 703      |
| São José do Rio Pardo | 33,936  | 675      |
| Ribeiro do Valle      | 40,505  | 688      |
| Doutor José Eugênio   | 5,765   | 730      |
| Itaiquara             | 13,862  | 727      |
| Moraes Salles         | 24,523  | 772      |
| Júlio Tavares         | 30,683  | 787      |
| Alfa de Guaxupé       |         |          |
| Guaxupé               | 44,497  | 821      |

### Ramal de Guatapará
O Ramal de Guatapará integrava a U.R.6, com bitola de 1,00 m (bitola métrica).
Formado pelo antigo Ramal de Monteiros, por parte do antigo Ramal de Jataí, e pelo trecho Ribeirão Preto-Barracão da antiga Linha Tronco. Em 1976 os trens de passageiros foram suspensos, e o próprio ramal foi erradicado dois anos depois, com seus trilhos retirados até 1979.
| Estação               | Km      | Altitude |
| --------------------- | ------- | -------- |
| Barracão              | 314,264 | 517      |
| Ribeirão Preto-antiga | 312,525 | 517      |
| Silveira do Val       | 111,087 | 624      |
| Joaquim Firmino       | 100,047 | 672      |
| Francisco Maximiano   | 92,016  | 584      |
| Domingos Villela      | 82,145  | 559      |
| Mendonças             | 71,036  | 601      |
| Monteiros             | 60,828  | 617      |
| Guatapará             | 296,997 | 597      |

### Ramal de Passagem
O Ramal de Passagem integrava a U.R.6, com bitola de 1,00 m (bitola métrica).
Formado pelo antigo Ramal de Sertãozinho, que em 1964 passou a sair da estação de Ribeirão Preto-nova, e por parte do antigo Ramal de Pontal. Em 1970 o trecho da Paulista entre Passagem e Pontal foi unido ao ramal da Mogiana administrativamente, passando a constituir um ramal único, sem necessidade de baldeações. Até 1976 circularam trens de passageiros no trecho, quando foram suprimidos. Hoje o ramal está abandonado.
| Estação             | Km      | Altitude |
| ------------------- | ------- | -------- |
| Ribeirão Preto-nova | 296,905 |          |
| Barracão            | 314,264 | 517      |
| Iracema             | 11,370  | 609      |
| Júlio Pontes        | 18,886  | 604      |
| Sertãozinho         | 23,567  | 555      |
| Francisco Schmidt   | 33,138  | 514      |
| Pontal              | 14,500  | 575      |
| Cascalho            | 6,640   | 491      |
| Passagem            | 357,370 | 479      |

### Linha Tronco São Paulo-Minas
A Linha Tronco Ribeirão Preto-São Sebastião do Paraíso integrava a U.R.6, com bitola de 1,00 m (bitola métrica).
Era a antiga Estrada de Ferro São Paulo e Minas, com a sua linha já retificada. Trens de passageiros circularam até 1976. Atualmente a linha está abandonada em quase toda a sua extensão.
| Estação                          | Km      | Altitude |
| -------------------------------- | ------- | -------- |
| Ribeirão Preto-nova              | 296,905 |          |
| Evangelina                       | 14,000  | 574      |
| Estação 28                       | 17,000  |          |
| Figueira                         | 23,000  |          |
| Biagipolis                       | 31,077  |          |
| Capeva                           | 34,565  | 516      |
| Ipaúna                           | 43,252  |          |
| Águas Virtuosas                  | 46,000  | 582      |
| Fradinhos                        | 58,157  | 682      |
| Altinópolis                      | 76,000  | 882      |
| Pio Alves                        | 86,000  | 789      |
| Cobiça                           | 96,319  | 700      |
| Antonio Justino                  | 102,950 | 834      |
| Guardinha                        | 113,100 | 836      |
| José Honório                     | 125,941 | 792      |
| São Sebastião do Paraíso         | 136,612 | 928      |
| São Sebastião do Paraíso Mogiana | 97,801  | 940      |

### Ramal de Passos
O Ramal de Passos integrava a U.R.5 e a U.R.6, com bitola de 1,00 m (bitola métrica).

Em fevereiro de 1977 o tráfego de passageiros foi suprimido. Os cargueiros com o tempo passaram a atender somente ao carregamento de cimento da fábrica de Itaú de Minas, seguindo pela linha da São Paulo-Minas a partir de São Sebastião do Paraíso. Com isso o trecho Guaxupé-Paraíso foi abandonado e teve os trilhos retirados por volta de 1990. O trecho Paraíso-Itaú de Minas ainda tem seus trilhos, mas está abandonado. O trecho final até Passos também teve os trilhos retirados.
| Estação                          | Km      | Altitude |
| -------------------------------- | ------- | -------- |
| Guaxupé                          | 44,497  | 821      |
| Guaranésia                       | 15,064  | 769      |
| Catitó                           | 26,456  | 789      |
| Itiguassu                        | 33,515  | 876      |
| Monte Santo de Minas             | 47,307  | 894      |
| Vicente Carvalhaes               | 55,077  | 886      |
| Itamogi                          | 68,708  | 996      |
| Tapir                            | 74,778  | 1034     |
| Ipoméia                          | 82,878  |          |
| São Sebastião do Paraíso Mogiana | 97,801  | 940      |
| Itaguaba                         | 112,392 | 755      |
| Pratápolis                       | 128,284 | 687      |
| Itaú de Minas                    | 147,098 | 710      |
| Taguaúna                         | 162,393 |          |
| Passos                           | 173,782 | 728      |

### Linha do Rio Grande
A Linha do Rio Grande integrava a U.R.6, com bitola de 1,00 m (bitola métrica).

Tinha como prolongamento a Linha do Catalão, mas em 1970, com a construção da barragem de Jaguara, as duas linhas foram seccionadas. O trecho a partir de Pedregulho foi suprimido, e em 1972 o trecho a partir de Franca também, tendo os trilhos retirados em 1979. No trecho restante, os trens de passageiros deixaram de circular em 15 de fevereiro de 1977, os cargueiros circularam até 1980 e em 1988 os trilhos foram retirados. Em 1990 foram recolocados os trilhos no trecho Pedregulho-Rifaina, constituindo-se a E. F. Vale do Bom Jesus, com fins turísticos.
| Estação              | Km      | Altitude |
| -------------------- | ------- | -------- |
| Entroncamento        | 327.086 | 505      |
| Jurucê               | 329.988 | 578      |
| Visconde de Parnaíba | 336.069 | 712      |
| Brodowski            | 345.206 | 848      |
| Caribê               | 352.031 | 884      |
| Batatais             | 359.945 | 880      |
| Macaúbas             | 375.831 | 761      |
| Boa Sorte            | 389.161 | 669      |
| Mandiú               | 395.439 | 665      |
| Restinga             | 404.567 | 887      |
| Franca               | 416.461 | 994      |
| Cristais Paulista    | 431.888 | 982      |
| Indaiá               | 446.369 | 1046     |
| Pedregulho           | 455.639 | 1031     |
| Chapadão             | 461.835 | 1004     |
| Igaçaba              | 477.789 | 711      |
| Rifaina              | 490.256 | 535      |
| Jaguara              | 502.962 | 519      |

### Ramal de Igarapava
O Ramal de Igarapava integrava a U.R.6, com bitola de 1,00 m (bitola métrica).
Em fevereiro de 1979 foi fechado para cargas, e em 10 de maio de 1979 para os trens de passageiros, e substituído pela Variante Entroncamento-Amoroso Costa, construída pela Fepasa a oeste do ramal e que se tornaria então a continuação do tronco retificado da Mogiana. Os trilhos foram retirados por volta de 1986.
| Estação              | Km      | Altitude |
| -------------------- | ------- | -------- |
| Entroncamento        | 327.086 | 505      |
| Jardinópolis         | 335.642 | 585      |
| Cresciúma            | 345.644 | 529      |
| Urupês               | 350.475 | 618      |
| Coronel Pereira Lima | 359.011 | 533      |
| Guaiuvira            | 366.282 | 565      |
| Sales Oliveira       | 375.744 | 715      |
| Orlândia             | 383.898 | 660      |
| Jussara              | 392.884 | 770      |
| São Joaquim da Barra | 402.568 | 619      |
| Pioneiros            | 414.514 | 574      |
| Guará                | 424.258 | 569      |
| Aracê                | 430.486 | 677      |
| Ituverava            | 438.339 | 631      |
| Japuê                | 454.104 | 517      |
| Canindé              | 461.476 | 580      |
| Inderê               | 468.196 | 588      |
| Aramina              | 474.998 | 612      |
| Igati                | 483.605 | 662      |
| Igarapava            | 488.759 | 577      |
| Coronel Quito        | 495.323 | 501      |
| Delta                | 496.905 | 509      |
| Calafate             | 505.271 | 634      |
| Tangará              | 514.021 | 672      |
| Ameno                | 521.691 | 653      |
| Amoroso Costa        | 533.776 | 812      |

### Linha do Catalão
A Linha do Catalão integrava a U.R.6, com bitola de 1,00 m (bitola métrica).

Era a continuação da Linha do Rio Grande a partir da estação de Jaguara, às margens do rio Grande. Depois de ser separada dessa linha em 1970 por causa da construção da barragem de Jaguara, o trecho inicial Jaguara-Amoroso Costa foi abandonado definitivamente em 1976, enquanto o trecho final foi substituído pela variante Ômega-Araguari em 1970. O trecho a partir de Uberaba foi então totalmente retificado em 1979, para fazer parte do Corredor de Exportação Araguari-Santos. Trens de passageiros percorreram o trecho até 1997, quando foram suprimidos.
| Estação           | Km      | Altitude |
| ----------------- | ------- | -------- |
| Jaguara           | 502.962 | 519      |
| Sacramento        | 514.010 | 512      |
| Conquista         | 528.734 | 658      |
| Guaxima           | 540.899 | 796      |
| Engenheiro Lisboa | 555.472 | 704      |
| Tancredo França   | 563.145 | 788      |
| Peirópolis        | 580.341 | 834      |
| Gama              | 589.741 | 761      |
| Amoroso Costa     | 601.684 | 812      |
| Uberaba-nova      | 603.584 | 792      |
| Léa               | 612.600 | 730      |
| Mangabeira        | 623.605 | 861      |
| Tiê               | 633.181 | 977      |
| Palestina         | 647.178 | 977      |
| Eli               | 655.606 | 964      |
| Buriti            | 670.850 | 921      |
| Anil              | 681.725 | 956      |
| Irara             | 692.959 | 947      |
| Uru               | 706.056 | 939      |
| Pequi             | 715.062 | 888      |
| Sucupira          | 720.617 | 838      |
| Ômega             | 728.155 | 929      |
| Uberlândia-nova   | 738.599 | 854      |
| Stevenson-nova    | 768.650 | 735      |
| Araguari-nova     | 783.428 | 989      |

## Malha ferroviária e estações da antiga Sorocabana

### Linha Tronco
A Linha Tronco São Paulo-Presidente Epitácio integrava a U.R.1 e a U.R.2, com bitola de 1,00 m (bitola métrica), e era eletrificada de São Paulo à Assis.
O seu trecho inicial, primeiro até Mairinque, depois somente até Amador Bueno, passou a atender principalmente os trens de subúrbio, fazendo parte da Linha Oeste da Fepasa, que integrava a Fepasa DRM. Com o surgimento da CPTM esse trecho passou a ser administrado por ela em 1996. Trens de passageiros de longo percurso trafegaram pela linha tronco até 16 de janeiro de 1999, quando foram suprimidos.
| Estação               | Km      | Altitude |
| --------------------- | ------- | -------- |
| Júlio Prestes         | 0.000   | 737      |
| Barra Funda           | 2.790   | 721      |
| Lapa                  | 6.937   |          |
| Domingos de Morais    | 9.264   | 723      |
| Imperatriz Leopoldina | 11.000  |          |
| Presidente Altino     | 14.019  | 726      |
| Osasco                | 15.861  | 721      |
| Comandante Sampaio    | 17.260  |          |
| Quitaúna              | 19.425  | 719      |
| General Miguel Costa  | 21.000  |          |
| Carapicuíba           | 22.304  | 717      |
| Santa Teresinha       | 24.000  |          |
| Antônio João          | 24.800  | 717      |
| Barueri               | 26.950  | 719      |
| Jardim Belval         | 29.000  |          |
| Jardim Silveira       | 31.000  |          |
| Jandira               | 31.222  | 725      |
| Sagrado Coração       |         |          |
| Engenheiro Cardoso    | 33.000  |          |
| Itapevi               | 36.114  | 735      |
| Santa Rita            |         |          |
| Cimenrita             |         |          |
| Ambuitá               | 40.070  | 766      |
| Amador Bueno          | 42.624  | 768      |
| São João Novo         | 48.430  | 826      |
| Mailasqui             | 53.794  | 898      |
| Gabriel Piza          | 58.530  | 838      |
| São Roque             | 63.338  | 797      |
| Mairinque             | 69.310  | 832      |
| Pantojo               | 73.745  | 791      |
| Alumínio              | 79.114  | 780      |
| Piragibu              | 83.918  | 778      |
| Inhaíba               | 89.776  | 666      |
| Brigadeiro Tobias     | 93.544  | 602      |
| Sorocaba              | 104.702 | 550      |
| Lopes de Oliveira     | 112.371 | 559      |
| George Oetterer       | 120.145 | 599      |
| Varnhagem             | 124.111 | 555      |
| Bacaetava             | 133.932 | 534      |
| Iperó                 | 139.832 | 535      |
| Boituva               | 148.055 | 640      |
| Anísio de Morais      | 155.847 | 611      |
| Hungria               | 159.950 | 587      |
| Cerquilho             | 164.190 | 573      |
| Vereda                | 168.598 | 544      |
| Jumirim               | 175.306 | 551      |
| Laranjal Paulista     | 185.326 | 500      |
| Maristela             | 191.298 | 573      |
| Pereiras              | 197.545 | 490      |
| Conchas               | 205.246 | 472      |
| Luiz Gama             | 209.446 | 530      |
| Juquiratiba           | 217.601 | 468      |
| Pirambóia             | 224.850 | 469      |
| Engenheiro Calixto    | 232.100 | 484      |
| Bento Ferraz          | 236.800 | 513      |
| César Neto            | 243.900 | 515      |
| Engenheiro Romualdo   | 248.500 | 529      |
| Apuãs                 | 254.300 | 581      |
| Iecobé                | 257.600 | 609      |
| Belvedere             | 263.700 | 711      |
| Botucatu              | 268.480 | 777      |
| Rubião Júnior         | 274.583 | 880      |
| Paula Souza           | 285.635 | 759      |
| Miranda Azevedo       | 296.345 | 805      |
| Itatinga              | 304.960 | 813      |
| Engenheiro Serra      | 316./80 | 817      |
| Engenheiro Miller     | 323.320 | 806      |
| Juca Novais           | 329.610 | 849      |
| Avaré                 | 338.075 | 750      |
| Ouro Branco           | 346.265 | 768      |
| Barra Grande          | 352.886 | 760      |
| Oliveira Coutinho     | 361.555 | 741      |
| Cerqueira César       | 367.708 | 721      |
| São Bartolomeu        | 377.765 | 705      |
| Manduri               | 385.140 | 699      |
| Batista Botelho       | 394.248 | 676      |
| Bernardino de Campos  | 402.742 | 682      |
| Luiz Pinto            | 414.673 | 619      |
| Ipaussu               | 422.792 | 573      |
| Chavantes             | 431.703 | 548      |
| Canitar               | 440.925 | 495      |
| Ourinhos              | 452.518 | 466      |
| Guaraiúva             | 462.729 | 430      |
| Salto Grande          | 471.559 | 377      |
| Saguaragi             | 482.018 | 453      |
| Ibirarema             | 488.661 | 471      |
| Ceres                 | 501.398 | 426      |
| Palmital              | 511.385 | 501      |
| Spanier               | 517.067 | -        |
| Sussuí                | 525.333 | 377      |
| Cândido Mota          | 537.976 | 471      |
| Assis                 | 553.478 | 562      |
| Cervinho              | 565.425 | 525      |
| Cardoso de Almeida    | 580.556 | 450      |
| Paraguaçu Paulista    | 595.936 | 488      |
| Sapezal               | 607.603 | 535      |
| Santa Lina            | 618.539 | 548      |
| Quatá                 | 626.181 | 526      |
| João Ramalho          | 637.050 | 536      |
| Moema                 | 644.112 | 522      |
| Rancharia             | 652.902 | 510      |
| Bartira               | 670.054 | 523      |
| Laranja Doce          | 683.107 | 482      |
| Martinópolis          | 696.140 | 482      |
| Indiana               | 710.342 | 466      |
| Regente Feijó         | 721.233 | 485      |
| Espigão               | 728.418 | 464      |
| Quilômetro 732        | 731.667 |          |
| Presidente Prudente   | 738.202 | 467      |
| Álvares Machado       | 751.789 | 457      |
| Presidente Bernardes  | 765.127 | 428      |
| Santo Anastácio       | 779.432 | 435      |
| Jarbas Trigo          | 786.557 | 429      |
| Piquerobi             | 793.599 | 427      |
| Presidente Venceslau  | 809.301 | 411      |
| Quilômetro 819        | 819.252 | 304      |
| Caiuá                 | 827.389 | 302      |
| Presidente Epitácio   | 842.176 | 265      |

### Ramal de Jurubatuba
O Ramal de Jurubatuba integrava a Fepasa DRM, com bitola de 1,00 m e 1,60 m (bitola mista), e era eletrificado.
Transportando passageiros e cargas desde a abertura da linha, o trecho inicial do antigo Ramal de Santos acabou por se tornar uma das linhas de subúrbio da Capital, passando a ser a Linha Sul da Fepasa.
Por volta de 1980 foi feita a duplicação da linha e a colocação da bitola mista, o que levou à demolição de todas as estações originais que estavam no trecho entre Universidade e Jurubatuba, com a exceção desta última. Uma nova linha foi entregue, agora com novas estações e com trens partindo de Osasco e não mais de Júlio Prestes. Até dezembro de 2001 o transporte de passageiros era feito até Varginha. Nesse mês, o transporte foi suprimido para além de Jurubatuba.
| Estação              | Km     | Altitude |
| -------------------- | ------ | -------- |
| Presidente Altino    | 14,019 | 726      |
| Ceasa                | 1,104  |          |
| Jaguaré-nova         | 2,427  |          |
| Cidade Universitária | 4,947  |          |
| Pinheiros-nova       | 6,360  |          |
| Morumbi              | 12,956 |          |
| Santo Amaro-nova     | 18,207 |          |
| Socorro              | 19,337 |          |
| Jurubatuba           | 21,131 | 723      |
| Interlagos-nova      | 26,015 |          |
| Grajaú               | 28,414 |          |
| Varginha             | 32,939 |          |

### Ramal de Campinas
O Ramal de Campinas integrava a U.R.5, com bitola de 1,00 m (bitola métrica).
Trens de passageiros circularam até 1976, e o ramal foi abandonado com a inauguração da Variante Boa Vista-Guaianã. Entre 1991 e 1995 um trecho na parte urbana de Campinas foi utilizado pelo VLT de Campinas, e os trilhos desse trecho foram arrancados na primeira década dos anos 2000. Já os trilhos do restante do ramal foram retirados bem antes.
| Estação       | Km      | Altitude |
| ------------- | ------- | -------- |
| Mairinque     | 69.310  | 832      |
| Moreiras      | 80.327  | 834      |
| Dona Catarina | 92.099  | 810      |
| Pirapitingui  | 106.594 | 664      |
| Itu           | 121.902 | 552      |
| Salto         | 129.119 | 520      |
| Pimenta       | 140.542 | 544      |
| Itaici        | 146.500 | 554      |
| Helvétia      | 154.664 | 627      |
| Descampado    | 161.629 | 651      |
| Sete Quedas   | 169.495 | 581      |
| Campinas-EFS  | 182.448 | 686      |

### Ramal de Piracicaba
O Ramal de Piracicaba integrava a U.R.5, com bitola de 1,00 m (bitola métrica).
Teve o trecho final Piracicaba-São Pedro suprimido em 1966 e seus trilhos foram retirados em 1969. O tráfego de passageiros entre Itaici e Piracicaba acabou em 1976, enquanto trens de carga continuaram trafegando até meados dos anos 80. Por volta de 1990 os trilhos, já abandonados, foram retirados.
| Estação          | Km      | Altitude |
| ---------------- | ------- | -------- |
| Itaici           | 146.500 | 554      |
| Indaiatuba       | 151.943 | 598      |
| Cardeal          | 164.237 | 628      |
| Elias Fausto     | 173.781 | 584      |
| Tibúrcio         | 180.021 | 531      |
| Capivari         | 191.371 | 509      |
| Rafard           | 194.845 | 505      |
| Mombuca          | 206.189 | 528      |
| Rio das Pedras   | 221.003 | 610      |
| Piracicaba       | 237.174 | 524      |
| Barão de Rezende | 240.561 | 518      |
| Montana          | 244.366 | 483      |
| Costa Pinto      | 250.612 | 489      |

### Ramal de Itararé
O Ramal de Itararé integrava a U.R.1, com bitola de 1,00 m (bitola métrica), e era eletrificado de Iperó à Itapetininga.
Em 1973 foi construído a partir de Itapeva um ramal para Apiaí, e desse outro para Pinhalzinho, que encontrava a nova linha da RFFSA que vinha do sul do país. O trecho a partir de Itapeva acabou desativado depois que o trecho paranaense até Jaguariaíva foi suprimido nos anos 1990. O trecho entre Itapeva e Itararé teve os trilhos arrancados em 2001.
Em 02 de janeiro de 1979 o tráfego de passageiros no ramal foi extinto, entretanto em 22 de dezembro de 1997 o trem de passageiros voltou a funcionar, desta vez entre Sorocaba e Apiaí. O trem, com algumas interrupções, funcionou até fevereiro de 2001.
| Estação             | Km      | Altitude |
| ------------------- | ------- | -------- |
| Iperó               | 139.832 | 535      |
| Guilherme Wendel    | 151.936 | 534      |
| Tatuí               | 158.407 | 590      |
| Santa Adelaide      | 169.790 | 560      |
| Morro do Alto       | 180.753 | 668      |
| Peixoto Gomide      | 190.167 | 749      |
| Itapetininga        | 198.944 | 645      |
| Engenheiro Mendonça | 207.308 | 630      |
| Cesário             | 216.016 | 616      |
| Juriti              | 222.366 | 622      |
| Rechan              | 233.738 | 599      |
| Angatuba            | 242.116 | 608      |
| Engenheiro Hermillo | 252.286 | 589      |
| Ligiana             | 261.919 | 593      |
| Aracaçu             | 269.394 | 612      |
| Vitorino Carmilo    | 280.904 | 646      |
| Buri                | 288.958 | 597      |
| Rondinha            | 302.525 | 667      |
| Engenheiro Bacelar  | 314.690 | 695      |
| Jaó                 | 324.425 | 617      |
| Itapeva             | 337.103 | 649      |
| Alfredo Nunes       | 345.963 | 660      |
| Itanguá             | 354.061 | 719      |
| Muniz de Souza      | 361.380 | 687      |
| Engenheiro Maia     | 371.016 | 670      |
| Gorita              | 385.680 | 700      |
| Rio Verde           | 390.608 | 683      |
| Ibiti               | 400.014 | 792      |
| Itararé             | 405.776 | 720      |

### Ramal de Bauru
O Ramal de Bauru integrava a U.R.2, com bitola de 1,00 m (bitola métrica).
Em 1976 o trem de passageiros foi suprimido na linha, mas os trens de carga mantiveram o ramal ativo.
| Estação          | Km      | Altitude |
| ---------------- | ------- | -------- |
| Rubião Júnior    | 274.583 | 880      |
| Toledo           | 288.354 | 822      |
| Igualdade        | 295.179 | 793      |
| São Manuel       | 302.110 | 677      |
| Rodrigues Alves  | 313.652 | 602      |
| Inácio Pupo      | 317.665 | 558      |
| Paranhos         | 326.291 | 569      |
| Alfredo Guedes   | 332.565 | 511      |
| Lençóis Paulista | 343.373 | 539      |
| Virgílio Rocha   | 352.046 | 609      |
| Agudos           | 369.762 | 597      |
| Conceição        | 385.392 | 609      |
| Bauru Sorocabana | 396.254 | 502      |

### Ramal de Dourados
O Ramal de Dourados integrava a U.R.2, com bitola de 1,00 m (bitola métrica).
Os trens de passageiros trafegaram até 30 de novembro de 1978, quando foram suprimidos. Os cargueiros, depois de dois anos de interrupção, voltaram a trafegar em 1980, mas em 1986 o trecho além de Pirapozinho já estava completamente desativado. Em 1988 todo o ramal estava desativado, e em 1998 os trilhos foram retirados.
| Estação                 | Km      | Altitude |
| ----------------------- | ------- | -------- |
| Quilômetro 732          | 731,667 |          |
| Inspetor Perine         | 737,322 | 397      |
| Pirapozinho             | 747,685 | 457      |
| Tarabai                 | 755,166 | 428      |
| Dumontina               | 766,685 | 387      |
| Engenheiro Murgel       | 776,463 | 339      |
| Mirante do Paranapanema | 786,773 |          |
| Presidente Washington   | 795,377 |          |
| Eng. Demerval Veras     | 802,222 |          |
| Doutor Francisco        | 817,516 |          |
| Engenheiro San Juan     | 825,967 |          |
| Teodoro Sampaio         | 833,016 |          |
| Engenheiro Lycio        | 846,842 |          |
| Engenheiro Bráulio      | 857,017 |          |
| Mário Cabral            | 866,587 |          |
| Agente Romeu            | 876,499 |          |
| Euclides da Cunha       | 886,432 |          |

### Linha Mairinque-Santos
A Linha Mairinque-Santos integrava a U.R.1 e a U.R.7, com bitola de 1,00 m e 1,60 m (bitola mista).
É uma das obras ferroviárias mais reportadas por livros no Brasil. Houve tráfego de passageiros entre Mairinque e Santos até cerca de 1975, e mais tarde entre Embu-Guaçu e Santos até novembro de 1997. A Fepasa implantou a bitola mista na linha para integrá-la ao Corredor de Exportação Araguari-Santos.
| Estação              | Km      | Altitude |
| -------------------- | ------- | -------- |
| Mairinque            | 69.310  | 832      |
| Guaianã              | 74.801  | 886      |
| Canguera             | 79.609  | 853      |
| Aguassaí             | 90.641  | 881      |
| Caucaia do Alto      | 100.196 | 936      |
| Aldeinha             | 119.345 | 842      |
| Embu-Guaçu           | 133.370 | 742      |
| Mário Souto          | 140.446 | 750      |
| Engenheiro Marsilac  | 151.212 | 757      |
| Evangelista de Souza | 159.669 | 740      |
| Rio dos Campos       | 70.009  | 695      |
| Engenheiro Ferraz    | 75.499  | 610      |
| Pai Matias           | 83.913  | 446      |
| Mãe Maria            | 89.429  | 338      |
| Salles da Cruz       | 92.189  |          |
| Acaraú               | 95.943  | 210      |
| Gaspar Ricardo       | 102.111 | 90       |
| Paratinga            | 106.973 |          |
| Samaritá             | 110.789 | 7        |
| Dr. Alarico          | 115.330 | 11       |
| São Vicente          | 120.834 | 4        |
| Santos (Ana Costa)   | 126.925 | 1        |
| Estuário             | 129.491 | 1        |

### Ramal de Evangelista de Souza
O Ramal de Evangelista de Souza integrava a U.R.7, com bitola de 1,00 m (bitola métrica).
Transportando passageiros e cargas desde a abertura da linha, o trecho intermediário entre Cidade Dutra e Evangelista de Souza do antigo Ramal de Santos acabou por se tornar um ramal à parte com início no Ramal de Jurubatuba. Houve tráfego de passageiros até cerca de 1975. A linha hoje está desativada até para cargueiros.
| Estação              | Km     | Altitude |
| -------------------- | ------ | -------- |
| Cidade Dutra         | 36.898 | 742      |
| Interlagos           | 41.000 | 768      |
| Casa Grande          | 46.260 | 766      |
| Colônia Paulista     | 54.550 | 763      |
| Barragem             | 60.300 | 752      |
| Evangelista de Souza | 66.258 | 740      |

### Linha Santos-Juquiá
A Linha Santos-Juquiá integrava a U.R.7, com bitola de 1,00 m (bitola métrica).
Em 1981, o ramal foi prolongado pela Fepasa até Cajati, formando a Extensão Juquiá-Cajati. O transporte de passageiros entre Santos e Juquiá foi suspenso em 1997. A linha seguiu ativa para trens de carga que passavam quase diariamente, transportando enxofre do porto para Cajati, até o início de 2003, quando barreiras caíram sobre a linha na região do Ribeira. O transporte foi suspenso e a linha foi desativada.
| Estação           | Km      | Altitude |
| ----------------- | ------- | -------- |
| Samaritá          | 110.789 | 7        |
| Pedro Taques      | 119.560 | 3        |
| Vila Balneária    | 122.607 | 4        |
| Solemar           | 126.731 |          |
| Mongaguá          | 130.176 | 1        |
| Vila Atlântica    | 133.229 | 3        |
| Agenor de Campos  | 137.951 |          |
| Verde Mar         | 142.489 | 4        |
| Suarão            | 145.683 | 5        |
| Quininim          | 147.979 | 1        |
| Itanhaém          | 149.800 | 3        |
| Camburiú          | 155.616 | 3        |
| Taninguá          | 165.594 | 4        |
| Nova Peruíbe      | 173.175 |          |
| Peruíbe           | 177.049 | 3        |
| Ana Dias          | 183.913 | 8        |
| Caixa D'Água      | 187.735 | 30       |
| Raposo Tavares    | 191.134 | 61       |
| Itariri           | 195.139 | 52       |
| Pedro de Toledo   | 201.449 | 43       |
| Padre Anchieta    | 205.303 | 37       |
| Martim Afonso     | 208.742 | 36       |
| Manoel da Nóbrega | 211.440 | 34       |
| Papudo            | 212.906 |          |
| Musácea           | 217.649 | 29       |
| Pedro Barros      | 222.744 | 27       |
| Jaraçatiá         | 226.972 | 26       |
| Miracatu          | 233.458 | 24       |
| Biguá             | 238.991 | 22       |
| Oliveira Barros   | 242.564 |          |
| Serrinha          | 243.872 | 37       |
| Cedro             | 247.037 | 29       |
| Poconé            | 250.369 |          |
| Juquiá            | 253.329 | 15       |

## Malha ferroviária e estações implantadas pela Fepasa

### Variante Itirapina-Santa Gertrudes
A Variante Itirapina-Santa Gertrudes integrava a U.R.5, com bitola de 1,60 m (bitola larga), e era eletrificada.
Projetada desde os anos 50 pela Paulista, somente foi construída nos anos 70. Aberta em 1976 para trens de carga, em 1980 foi aberta para passageiros com três estações novas construídas, e a linha velha foi suprimida sendo fechadas cinco estações, exceto a de Rio Claro, pois foi mantido o trecho de linha que passou a se encontrar com a variante. Trens de passageiros circularam até o final de 2000.
| Estação         | Km      | Altitude |
| --------------- | ------- | -------- |
| Santa Gertrudes | 125,992 | 570      |
| Santana         | 128,129 |          |
| Rio Claro-nova  | 131,388 |          |
| Batovi-nova     | 138,944 |          |
| Camaquã-nova    | 144,528 |          |
| Graúna-nova     | 157,428 |          |
| Itirapina       | 174,370 | 758      |

### Variante Bauru-Garça
A Variante Bauru-Garça integrava a U.R.3, com bitola de 1,60 m (bitola larga).
Velho projeto da Paulista para encurtar a distância entre as duas cidades, depois de anos de construção a Fepasa abriu a variante em maio de 1976, suprimindo o trecho antigo. Os trens de passageiros circularam até 15 de março de 2001.
| Estação        | Km      | Altitude |
| -------------- | ------- | -------- |
| Bauru Paulista | 339,797 | 495      |
| Posto km 358   | 358,000 |          |
| Posto km 373   | 373,000 |          |
| Posto km 393   | 393,000 |          |
| Garça-nova     |         |          |

### Variante Boa Vista-Guaianã
A Variante Boa Vista-Guaianã integrava a U.R.5, com bitola de 1,00 m e 1,60 m (bitola mista), e era eletrificada.

Projetada e construída para integrar o Corredor de Exportação Araguari-Santos, por volta de 1977 foi aberto o trecho Boa Vista, na Linha Tronco da antiga Paulista, à Helvetia, no Ramal de Campinas. O trecho restante foi inaugurado por etapas entre 1984 e 1985, chegando às proximidades de Canguera, na Linha Mairinque-Santos, e passando por fora do pátio de Mairinque. A variante uniu a antiga Mogiana diretamente ao Porto de Santos, sendo na prática a retificação do Ramal de Campinas, com a criação de versões novas de antigas estações e desativação do ramal original.
| Estação            | Km      | Altitude |
| ------------------ | ------- | -------- |
| Canguera           | 10,197  | 853      |
| Guaianã-nova       | 148,434 |          |
| Capricórnio        | 161,233 |          |
| Engenheiro Acrisio | 166,755 |          |
| Pirapitingui-nova  | 186,278 |          |
| Itu-nova           | 202,336 |          |
| Salto-nova         | 210,804 |          |
| Pimenta-nova       | 217,626 |          |
| Viracopos          | 235,331 |          |
| Boa Vista          | 53,009  | 637      |

### Variante Boa Vista-Guedes
A Variante Boa Vista-Guedes integrava a U.R.5, com bitola de 1,00 m (bitola métrica), e era eletrificada.

Projetada e construída para integrar o Corredor de Exportação Araguari-Santos, em julho de 1972 a Fepasa entregou o primeiro trecho entre Boa Vista, na Linha Tronco da antiga Paulista, e a Refinaria de Paulínia. Logo após em novembro de 1973 a linha foi prolongada até Guedes, na Linha Tronco da antiga Mogiana, onde o trecho final até a refinaria passou a ser um ramal dessa variante. Com a variante Boa Vista-Guedes entregue com três estações, a Fepasa desativou em 1977 o trecho Campinas-Guedes da Linha Tronco.
| Estação         | Km      | Altitude |
| --------------- | ------- | -------- |
| Boa Vista       | 53,009  | 637      |
| Boa Vista-nova  | 259,722 | 637      |
| Paulínia        | 270,033 | 560      |
| Alça da Replan  | 273,108 |          |
| Jaguariúna-nova | 288,952 | 569      |
| Guedes          | 144,000 | 573      |

### Variante Guedes-Mato Seco
A Variante Guedes-Mato Seco integrava a U.R.5, com bitola de 1,00 m (bitola métrica), e era eletrificada.
Projetada e construída para integrar o Corredor de Exportação Araguari-Santos, foi entregue para cargas em março de 1979, e para passageiros em 10 de maio de 1979, quando os trens que circulavam pela antiga Linha Tronco da Mogiana passaram a trafegar por esta variante, deixando várias estações antigas fora da linha. Os trens de passageiros circularam até setembro de 1997.
| Estação               | Km      | Altitude |
| --------------------- | ------- | -------- |
| Guedes                | 144,000 | 573      |
| Posse de Ressaca-nova | 153,000 | 602      |
| Mogi Mirim-nova       | 173,000 | 611      |
| Mogi Guaçu-nova       | 182,000 | 588      |
| Estiva-nova           | 195,000 | 593      |
| Mato Seco             | 212,000 | 735      |

### Variante Entroncamento-Amoroso Costa
A Variante Entroncamento-Amoroso Costa integrava a U.R.6, com bitola de 1,00 m (bitola métrica).
Projetada e construída para integrar o Corredor de Exportação Araguari-Santos, foi aberta pela Fepasa em 06 de fevereiro de 1979 para cargas, e para passageiros em 10 de maio de 1979, substituindo o antigo Ramal de Igarapava, passando a oeste da linha velha e com novas estações. A variante e o tronco retificado da antiga Mogiana passaram a constituir uma linha única entre Boa Vista, em Campinas, e Araguari, em Minas Gerais. O tráfego de passageiros da linha cessou em setembro de 1997.
| Estação                   | Km      | Altitude |
| ------------------------- | ------- | -------- |
| Ribeirão Preto-nova       | 296,905 |          |
| Jardinópolis-nova         | 316,740 |          |
| Cel. Pereira Lima-nova    | 331,738 |          |
| Orlândia-nova             | 353,400 |          |
| São Joaquim da Barra-nova | 374,880 |          |
| Guará-nova                | 390,400 |          |
| Ituverava-nova            | 401,560 |          |
| Aramina-nova              | 436,000 |          |
| Valefertil                |         |          |
| Babaçu                    | 460,000 |          |
| Amoroso Costa             | 533,776 | 812      |

### Ramal de Perequê
O Ramal de Perequê integrava a U.R.7, com bitola de 1,00 m e 1,60 m (bitola mista).
Projetado e construído em convênio com a RFFSA para integrar o Corredor de Exportação Araguari-Santos, permitindo acesso direto à margem direita do Porto de Santos via Linha Santos-Jundiaí, sem passar pela antiga linha métrica via Samaritá e Ana Costa. Foi inaugurado em maio de 1978, ligando a estação de Paratinga, na Linha Mairinque-Santos, à estação de Piaçaguera, na Linha Santos-Jundiaí.
| Estação    | Km      | Altitude |
| ---------- | ------- | -------- |
| Paratinga  | 106,504 |          |
| Perequê    |         |          |
| Piaçaguera | 18,900  | 5        |

### Ramal de Conceiçãozinha
O Ramal de Conceiçãozinha integrava a U.R.7, com bitola de 1,00 m e 1,60 m (bitola mista).
Projetado e construído em convênio com a RFFSA como parte do plano geral de desenvolvimento da margem esquerda do Estuário do Porto de Santos, começou a operar experimentalmente em 1979, mas inaugurado de forma oficial em 1981.

### Extensão Juquiá-Cajati
A Extensão Juquiá-Cajati integrava a U.R.7, com bitola de 1,00 m (bitola métrica).
Construída pela Fepasa para atender as fábricas de feritlizantes da região, foi inaugurada em 1981. Trata-se do prolongamento da Linha Santos-Juquiá, seguindo ativa para trens de carga transportando enxofre do porto para Cajati até o início de 2003, quando barreiras caíram sobre a linha na região do Ribeira. O transporte foi suspenso e a linha desativada.
| Estação     | Km      | Altitude |
| ----------- | ------- | -------- |
| Juquiá-nova | 253,377 | 17       |
| Registro    | 285,300 |          |
| Jacupiranga |         |          |
| Cajati      | 325,000 |          |

### Ramal de Apiaí
O Ramal de Apiaí integrava a U.R.1, com bitola de 1,00 m (bitola métrica).
Em maio de 1973 a Fepasa inaugurou um novo ramal que ligava Itapeva a Apiaí saindo do Ramal de Itararé, basicamente para atender uma fábrica de cimento localizada em Apiaí. Cerca de três anos mais tarde, passou a sair dele o Ramal de Pinhalzinho, que seguia em direção à divisa São Paulo-Paraná.
O trecho entre Itapeva e esse ponto passou então a receber todos os cargueiros que se dirigiam ao sul do Brasil, pois se tornou parte da nova linha que encurtava a distância ferroviária até Ponta Grossa, no Paraná. A partir do final de 1997 até 01 de março de 2001 trens de passageiros circularam pela linha.
| Estação      | Km      | Altitude |
| ------------ | ------- | -------- |
| Itapeva      | 337,103 | 649      |
| Nova Itapeva | 342,178 |          |
| Itaoca       | 365,809 |          |
| Itabôa       | 385,000 |          |
| Lageado      | 401,000 |          |
| Apiaí        | 415,385 |          |

### Ramal de Pinhalzinho
O Ramal de Pinhalzinho integrava a U.R.1, com bitola de 1,00 m (bitola métrica).
Em 1976 a Fepasa inaugurou uma nova linha que ligava a estação de Entroncamento, no Ramal de Apiaí, a Pinhalzinho. Esse ramal era uma opção mais curta e rápida para Ponta Grossa, no Paraná, em relação a antiga passagem por Itararé. Pinhalzinho fica justamente na divisa São Paulo-Paraná, onde a linha se ligava com um também novo ramal da RFFSA. passando por ali todos os trens que se dirigem para o sul do País e Argentina.
| Estação     | Km      | Altitude |
| ----------- | ------- | -------- |
| Itabôa      | 385,000 |          |
| Serrinha    | 395,635 |          |
| Pinhalzinho |         |          |

## Fim da empresa

### Incorporação pela RFFSA

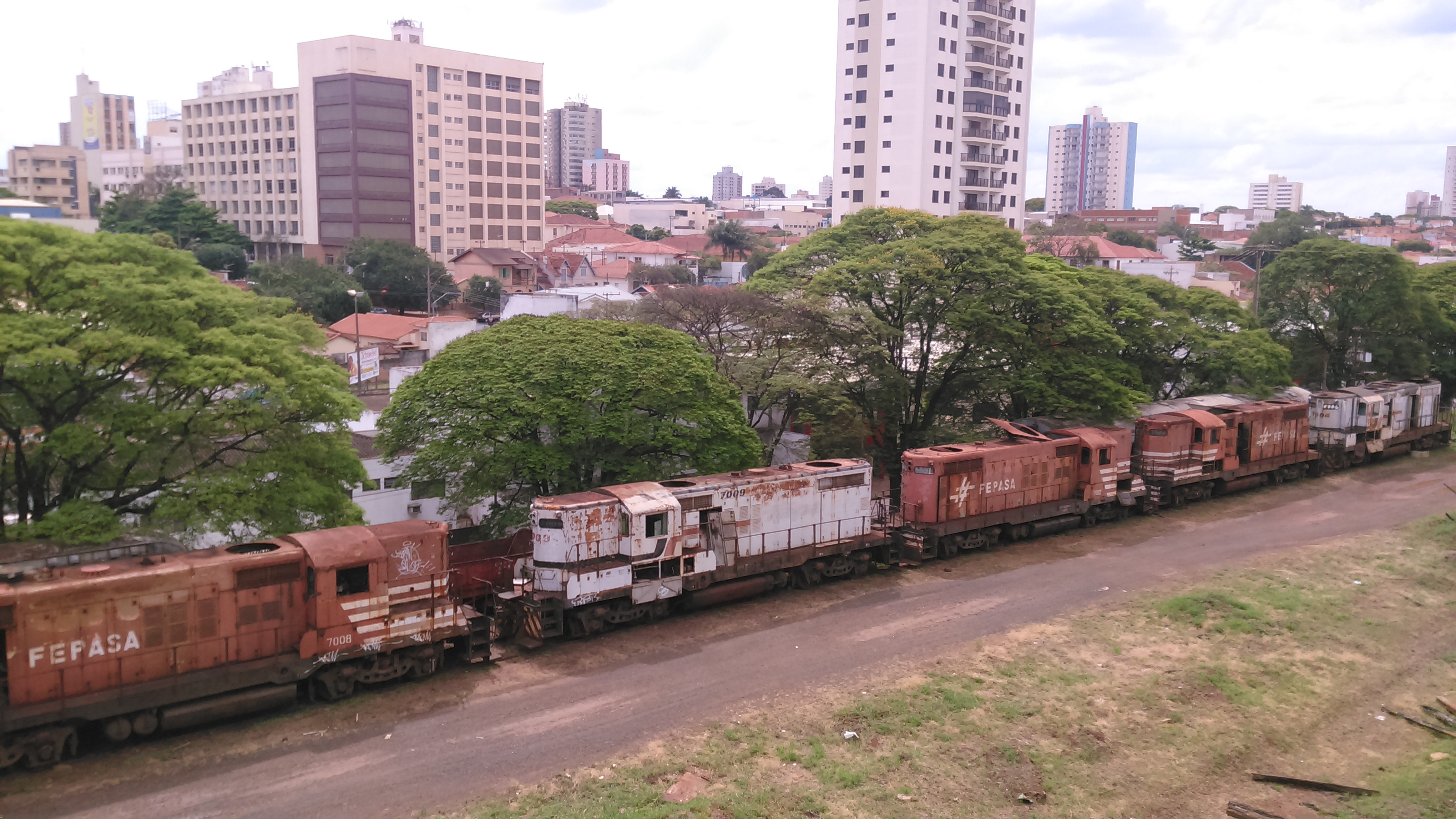
Locomotivas abandonadas no pátio de Araraquara.

Em 29 de março de 1996 a Companhia Paulista de Trens Metropolitanos absorveu os sistemas de trens da Fepasa DRM, e passa a operar efetivamente as atuais Linha 8–Diamante e Linha 9–Esmeralda, que faziam parte da malha ferroviária utilizada para o transporte suburbano nas regiões Oeste e Sul da Grande São Paulo, e também o Trem Intra Metropolitano (TIM) que atendia a Baixada Santista. Essa cisão ocorreu para que se iniciasse a privatização da malha da Fepasa e que os serviços de transporte metropolitano de passageiros permanecessem sob controle do estado.
Em 23 de dezembro de 1997 a Fepasa foi transferida para a União como pagamento de dívidas do governo de São Paulo e do BANESPA pelo então governador Mário Covas. Em 18 de fevereiro de 1998 pelo Decreto número 2 502 da Presidência da República foi autorizada a incorporação da Fepasa à RFFSA - Rede Ferroviária Federal, que já estava em processo de desestatização, sendo a transferência homologada após a autorização dada pela Assembleia Geral Extraordinária, ocorrida em 29 de maio de 1998. Com isso, o trecho correspondente a malha ferroviária da antiga Fepasa passa a se chamar Malha Paulista da RFFSA.

### Concessão da Malha Paulista
No leilão de concessão da Malha Paulista pela RFFSA ocorrido no dia 10 de novembro de 1998 na Bolsa de Valores de São Paulo, foi vencedor o consórcio Ferroban - Ferrovia Bandeirantes por um período de 30 anos renováveis em igual prazo contados a partir de 1 de janeiro de 1999, quando assumiu o controle do trecho paulista.
No processo de concessão, a malha original de bitola métrica da Fepasa sofreu duas cisões: O trecho de Campinas a Uberlândia (MG), oriundo da CMEF, ficou sob o controle da Ferrovia Centro-Atlântica (FCA), e os trechos de Iperó a Apiaí e de Rubião Junior a Presidente Epitácio, oriundos da EFS, ficaram sob o controle da Ferrovia Sul Atlântico (FSA).
No ano de 2002 a Ferroban teve seu controle assumido pela holding Brasil Ferrovias, que em 2004 transferiu o trecho de bitola métrica entre Mairinque e Bauru para a Ferrovia Novoeste. Em 2006, a Brasil Ferrovias foi absorvida pela América Latina Logística (ALL), em vista da operação de incorporação de ações.
Desde abril de 2015, a Malha Paulista é administrada pela Rumo Logística, que incorporou a ALL. Em novembro de 2015, a Rumo protocolou um pedido formal na ANTT para a renovação antecipada da concessão da Malha Paulista por mais trinta anos. O contrato de renovação foi assinado em 27 de maio de 2020, estendendo o prazo da concessão até 2058.
No processo de renovação da concessão, o trecho de Santos a Cajati, com 232 quilômetros em bitola métrica, e o Ramal de Piracicaba, com 42 quilômetros em bitola larga, foram devolvidos inoperantes ao Governo Federal.